# Copa do Mundo de Basquetebol Masculino de 2023
A Copa do Mundo de Basquetebol Masculino de 2023 (em inglês: 2023 FIBA Basketball World Cup) foi a 19.ª edição do torneio da FIBA e a primeira a ser sediada em mais de um país, num total de cinco cidades, ocorrendo pela primeira vez na Indonésia e a segunda no Japão (primeira em 2006) e nas Filipinas (primeira em 1978). 
A seleção espanhola defendia o título conquistado na China em 2019 frente à Argentina.
A Alemanha conquistou seu primeiro título em mundiais a derrotar a Sérvia por 83–77 na final. Na disputa do terceiro lugar, o Canadá venceu os Estados Unidos por 127–118, obtendo sua primeira medalha em Copas do Mundo.

## Seleção do anfitrião
Em 7 de junho de 2016, a FIBA aprovou o processo de seleção do anfitrião para a Copa do Mundo de Basquetebol Masculino. Em 1 de Junho de 2017, a FIBA confirmou a lista de candidatos para sediar a competição.
- Argentina /  Uruguai
- Filipinas /  Japão /  Indonésia
- Russia (desistiu)
- Turquia (desistiu)

A Rússia e a Turquia retiraram as suas propostas, apenas permanecendo as propostas conjuntas. Em 9 de Dezembro de 2017, foi anunciado que as Filipinas, Japão e Indonésia foram escolhidas, contra a candidatura de Argentina e Uruguai, para sediar está edição do torneio.

## Preparativos
Durante a edição anterior na China os 3 organizadores desta edição enviaram representantes para observar o torneio e os locais dos jogos. As delegações também observaram o congresso da FIBA Congress e a Cerimônia de abertura.
Em maio de 2019, representantes das Filipinas visitaram a China para ver e inspecionar os pavilhões que seriam utilizados na edição de 2019 com o objetivo de aprender como os preparativos estavam a ser feitos que podiam ser utilizados na edição de 2023. 
Uma cerimônia foi realizada na final da copa do mundo de basquetebol masculino de 2019 entre a Argentina e a Espanha no Wukesong Arena, em Pequim, para oficialmente transferir os direitos de organização da FIBA Basketball World Cup da China para as Filipinas, Japão e Indonésia.
As datas da competição foram anunciadas em 11 de maio de 2020 e o torneio ocorrerá entre 25 de agosto e 10 de setembro de 2023.

### Times classificados

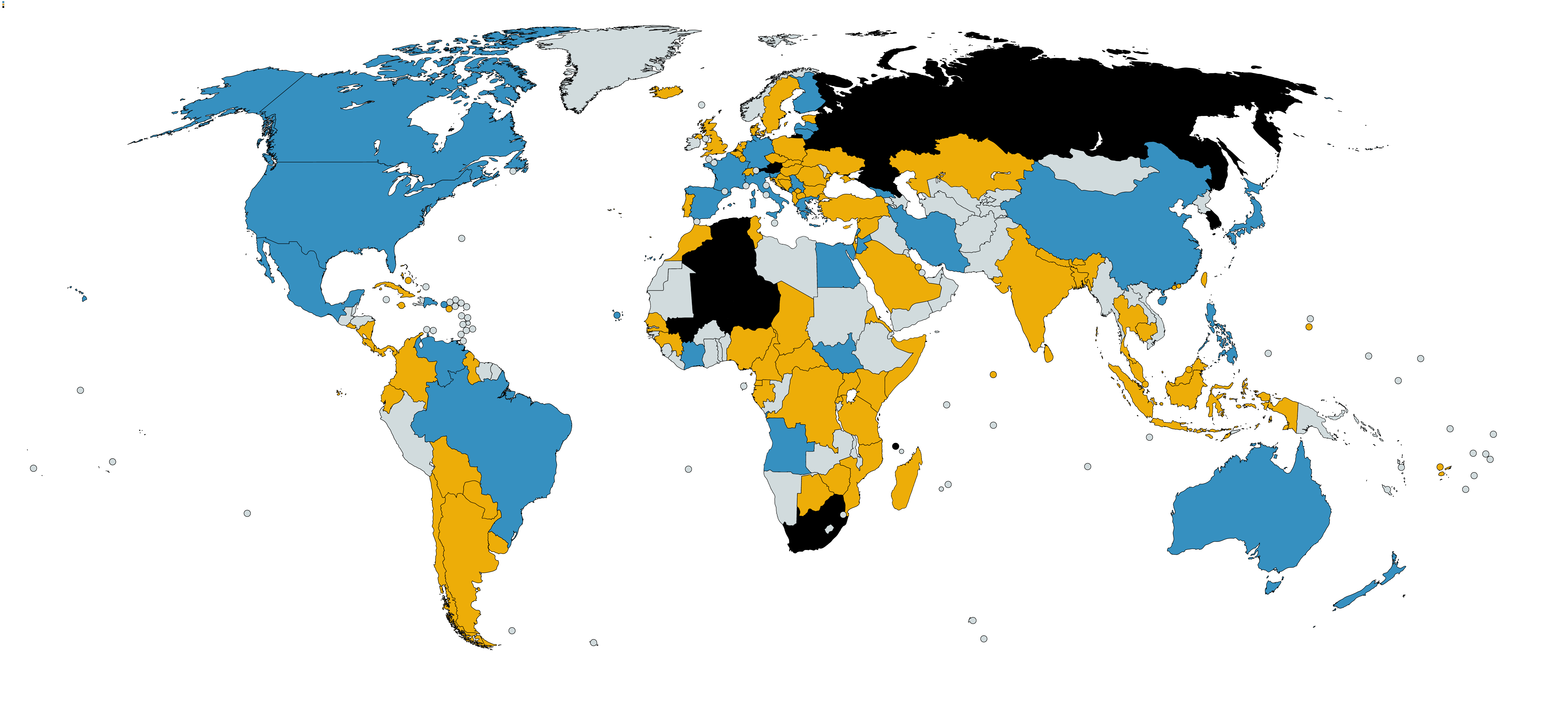
Status dos países a respeito da Copa do Mundo FIBA 2023:
Times classificados
Times não classificados
Times que se retiraram ou desclassificados
Não entraram nas eliminatórias

Brasil e Estados Unidos também garantiram a classificação para o torneio, continuando sua sequência de participações em todas as Copas do Mundo desde a sua criação com o Campeonato Mundial de 1950.
Dias antes da segunda rodada das Eliminatórias Asiáticas, a Coreia do Sul desistiu do torneio devido a um de seus jogadores, escalado para se juntar ao time em sua campanha de segunda rodada, testando positivo para COVID-19. A Associação Coreana de Basquete fez um apelo à FIBA para justificar seu não comparecimento nas eliminatórias, mas foi rejeitado. Como resultado, a Coreia do Sul não conseguiu se classificar para a Copa do Mundo após se classificar para dois torneios consecutivos (2014 e 2019). A Rússia, que também participou da Copa do Mundo de 2019, foi banida dos torneios da FIBA, incluindo a Copa do Mundo e suas eliminatórias devido à invasão do país na Ucrânia em fevereiro de 2022. A Bielorrússia também foi banida dos torneios da Fiba e os resultados anteriores dos jogos que disputou nas eliminatórias europeias foram anulados.
Depois de ganhar a medalha de prata na Copa do Mundo de 2019 na China e de nove participações consecutivas desde o Campeonato Mundial 1986 na Espanha, a Argentina não conseguiu se classificar para o torneio após a derrota para a República Dominicana na rodada final da qualificação.
| África (5) - Angola - Cabo Verde - Egito - Costa do Marfim - Sudão do Sul | Américas (7) - Brasil - Canadá - República Dominicana - México - Porto Rico - EUA - Venezuela | Ásia e Oceânia (8) - Austrália - China - Irã - Japão (anfitrião) - Jordânia - Líbano - Nova Zelândia - Filipinas (anfitrião) | Europa (12) - Finlândia - França - Geórgia - Alemanha - Grécia - Itália - Letônia - Lituânia - Montenegro - Sérvia - Eslovênia - Espanha |  |

## Cidades
Cinco sedes sediaram partidas da Copa do Mundo de Basquete FIBA 2023. As Filipinas receberam 16 equipes, enquanto Japão e Indonésia receberão 8 equipes cada. Aqui está a lista de locais que serão usados para sediar as partidas durante a Copa do Mundo de Basquete da FIBA 2023.
| Jakarta · Indonésia                        | Japão                              | Japão            | Bocaue · Filipinas |
| ------------------------------------------ | ---------------------------------- | ---------------- | ------------------ |
|                                            | Predefinição:Début de carte        |                  |                    |
| Indonesia Arena Capacidade: 16 000         | Filipina Arena Capacidade : 50 000 |                  |                    |
| Okinawa · Japão                            | Filipina Arena Capacidade : 50 000 |                  |                    |
|                                            | Filipina Arena Capacidade : 50 000 |                  |                    |
| Okinawa Arena Capacidade: 10 000           | Filipina Arena Capacidade : 50 000 |                  |                    |
| Quezon · Filipinas}                        | Manila Filipinas                   | Manila Filipinas | Pasay · Filipinas  |
|                                            |                                    |                  |                    |
| Smart Araneta Coliseum Capacidade : 14 429 | Mall Arena Capacidade: 15 000      |                  |                    |

## Sorteio
O sorteio dos grupos foi realizado em Quezon City, Filipinas, em 29 de abril de 2023. As 32 equipes foram divididas em oito urnas de quatro equipes cada, com base no Ranking Mundial da FIBA divulgado em fevereiro de 2023.

As equipes das urnas 1, 3, 5 e 7 foram sorteadas para os grupos A, C, E e G, enquanto as equipes das urnas 2, 4, 6 e 8 foram sorteadas para os grupos B, D, F e H. Além disso, as seleções africanas, americanas, asiáticas e oceânicas não poderiam ser sorteadas em grupos com outras equipes da mesma confederação, enquanto não mais do que duas equipes europeias poderiam ser colocadas no mesmo grupo.

### Árbitros
Os seguintes árbitros foram selecionados para o torneio.
| - Juan Fernández (ARG) - Leandro Zalazar (ARG) - Scott Beker (AUS) - Ademir Zurapović (BIH) - Guilherme Locatelli (BRA) - Martin Horozov (BUL) - Matthew Kallio (CAN) - Waseem Husainy (CAN) - Carlos Vélez (COL) - Martin Vulić (CRO) - Carlos Peralta (ECU) - Kristian Paez (ECU) - Wael Mostafa (EGY) - Yohan Rosso (FRA) - Georgios Poursanidis (GRE) | - Péter Praksch (HUN) - Manuel Attard (ITA) - Manuel Mazzoni (ITA) - Ahmed Al-Shuwaili (IRQ) - Daigo Urushima (JPN) - Takaki Kato (JPN) - Yevgeniy Mikheyev (KAZ) - Andris Aunkrogers (LAT) - Gatis Saliņš (LAT) - Mārtiņš Kozlovskis (LAT) - Rabah Noujaim (LBN) - Gvidas Gedvilas (LTU) - Omar Bermúdez (MEX) - Julio Anaya (PAN) - Wojciech Liszka (POL) | - Johnny Batista (PUR) - Jorge Vázquez (PUR) - Roberto Vázquez (PUR) - Aleksandar Glišić (SRB) - Boris Krejič (SLO) - Luis Castillo (ESP) - Antonio Conde (ESP) - Park Kyoung-jin (KOR) - Kerem Baki (TUR) - Amy Bonner (USA) - Blanca Burns (USA) - Jenna Reneau (USA) - Andrés Bartel (URU) - Daniel García (VEN) |

## Fase de grupos
Na primeira fase as seleções foram divididas em oito grupos de quatro equipes, disputados em formato todos contra todos. As duas primeiras de cada grupo  se classificam para a segunda fase. A terceira e a quarta colocada se classificam para a disputa do 17.º ao 32.º lugar.
Todas as partidas seguem o fuso horário local.
|  | Equipes classificadas para a segunda fase                |
|  | Equipes classificadas para a disputa do 17º ao 32º lugar |

### Grupo A (Bocaue/Cidade Quezon)
| Pos. | Seleção              | Pts | J | V | D | PM  | PS  | Dif |
| ---- | -------------------- | --- | - | - | - | --- | --- | --- |
| 1    | República Dominicana | 6   | 3 | 3 | 0 | 249 | 230 | +19 |
| 2    | Itália               | 5   | 3 | 2 | 1 | 253 | 237 | +16 |
| 3    | Angola               | 4   | 3 | 1 | 2 | 214 | 226 | –12 |
| 4    | Filipinas            | 3   | 3 | 0 | 3 | 234 | 257 | –23 |

Critérios de desempate: 1) Pontos; 2) Confronto direto; 3) Diferença de cestas; 4) Cestas marcadas.
| 25 de agosto 16:00 (UTC+8) | Relatório | Angola                                                         | 67–81 | Itália                                                      |  | Arena Filipina, Bocaue Público: 21 214 Árbitros: Guilherme Locatelli Kerem Baki Martin Vulić |  |
| 25 de agosto 16:00 (UTC+8) | Relatório | Placar por quarto: 17-23, 23-20, 17-18, 10-20                  |       |                                                             |  | Arena Filipina, Bocaue Público: 21 214 Árbitros: Guilherme Locatelli Kerem Baki Martin Vulić |  |
| 25 de agosto 16:00 (UTC+8) | Relatório | Pts: C. Dundão 19 Rbts: Cinco jogadores 5 Asts: G. Gonçalves 4 |       | Pts: 19 S. Fontecchio Rbts: 7 A. Polonara Asts: 7 M. Spissu |  | Arena Filipina, Bocaue Público: 21 214 Árbitros: Guilherme Locatelli Kerem Baki Martin Vulić |  |

| 25 de agosto 20:00 (UTC+8) | Relatório | República Dominicana                                | 87–81 | Filipinas                                                               |  | Araneta Coliseum, Cidade Quezon Público: 38 115 Árbitros: Yohan Rosso Leonardo Zalazar Gatis Saliņš |  |
| 25 de agosto 20:00 (UTC+8) | Relatório | Placar por quarto: 22-18, 20-24, 24-22, 21-17       |       |                                                                         |  | Araneta Coliseum, Cidade Quezon Público: 38 115 Árbitros: Yohan Rosso Leonardo Zalazar Gatis Saliņš |  |
| 25 de agosto 20:00 (UTC+8) | Relatório | Pts: K. Towns 26 Rbts: K. Towns 10 Asts: A. Feliz 8 |       | Pts: 28 J. Clarkson Rbts: 7 J. Clarkson, J. Fajardo Asts: 7 J. Clarkson |  | Araneta Coliseum, Cidade Quezon Público: 38 115 Árbitros: Yohan Rosso Leonardo Zalazar Gatis Saliņš |  |

| 27 de agosto 16:00 (UTC+8) | Relatório | Itália                                               | 82–87 | República Dominicana                                            |  | Arena Filipina, Bocaue Público: 6298 Árbitros: Gatis Saliņš Luis Castillo Georgios Poursanidis |  |
| 27 de agosto 16:00 (UTC+8) | Relatório | Placar por quarto: 19-13, 20-25, 17-31, 26-18        |       |                                                                 |  | Arena Filipina, Bocaue Público: 6298 Árbitros: Gatis Saliņš Luis Castillo Georgios Poursanidis |  |
| 27 de agosto 16:00 (UTC+8) | Relatório | Pts: M. Spissu 17 Rbts: N. Melli 7 Asts: M. Spissu 4 |       | Pts: 24 A. Feliz, K. Towns Rbts: 11 K. Towns Asts: 9 J. Montero |  | Arena Filipina, Bocaue Público: 6298 Árbitros: Gatis Saliņš Luis Castillo Georgios Poursanidis |  |

| 27 de agosto 20:00 (UTC+8) | Relatório | Filipinas                                                  | 70–80 | Angola                                                                 |  | Araneta Coliseum, Cidade Quezon Público: 12 784 Árbitros: Guilherme Locatelli Mārtiņš Kozlovskis Martin Vulić |  |
| 27 de agosto 20:00 (UTC+8) | Relatório | Placar por quarto: 19-12, 14-24, 19-20, 18-24              |       |                                                                        |  | Araneta Coliseum, Cidade Quezon Público: 12 784 Árbitros: Guilherme Locatelli Mārtiņš Kozlovskis Martin Vulić |  |
| 27 de agosto 20:00 (UTC+8) | Relatório | Pts: J. Clarkson 21 Rbts: J. Fajardo 7 Asts: J. Clarkson 7 |       | Pts: 17 G. Gonçalves Rbts: 7 J. Bango, B. Fernando Asts: 7 G. Domingos |  | Araneta Coliseum, Cidade Quezon Público: 12 784 Árbitros: Guilherme Locatelli Mārtiņš Kozlovskis Martin Vulić |  |

| 29 de agosto 16:00 (UTC+8) | Relatório | Angola                                                    | 67–75 | República Dominicana                              |  | Araneta Coliseum, Cidade Quezon Público: 4769 Árbitros: Guilherme Locatelli Luis Castillo Martin Vulić |  |
| 29 de agosto 16:00 (UTC+8) | Relatório | Placar por quarto: 11-20, 21-17, 18-12, 17-26             |       |                                                   |  | Araneta Coliseum, Cidade Quezon Público: 4769 Árbitros: Guilherme Locatelli Luis Castillo Martin Vulić |  |
| 29 de agosto 16:00 (UTC+8) | Relatório | Pts: S. De Sousa 19 Rbts: S. De Sousa 9 Asts: C. Dundão 7 |       | Pts: 17 A. Feliz Rbts: 8 V. Liz Asts: 4 G. Solano |  | Araneta Coliseum, Cidade Quezon Público: 4769 Árbitros: Guilherme Locatelli Luis Castillo Martin Vulić |  |

| 29 de agosto 20:00 (UTC+8) | Relatório | Filipinas                                                 | 83–90 | Itália                                                         |  | Arena Filipina, Bocaue Público: 11 821 Árbitros: Yohan Rosso Leonardo Zalazar Mārtiņš Kozlovskis |  |
| 29 de agosto 20:00 (UTC+8) | Relatório | Placar por quarto: 23-20, 16-28, 21-25, 23-17             |       |                                                                |  | Arena Filipina, Bocaue Público: 11 821 Árbitros: Yohan Rosso Leonardo Zalazar Mārtiņš Kozlovskis |  |
| 29 de agosto 20:00 (UTC+8) | Relatório | Pts: J. Clarkson 23 Rbts: A. J. Edu 8 Asts: J. Clarkson 6 |       | Pts: 18 S. Fontecchio Rbts: 6 Tres jugadores Asts: 9 M. Spissu |  | Arena Filipina, Bocaue Público: 11 821 Árbitros: Yohan Rosso Leonardo Zalazar Mārtiņš Kozlovskis |  |

### Grupo B (Cidade Quezon)
| Pos. | Seleção      | Pts | J | V | D | PM  | PS  | Dif |
| ---- | ------------ | --- | - | - | - | --- | --- | --- |
| 1    | Sérvia       | 6   | 3 | 3 | 0 | 314 | 223 | +91 |
| 2    | Porto Rico   | 5   | 3 | 2 | 1 | 285 | 279 | +6  |
| 3    | Sudão do Sul | 4   | 3 | 1 | 2 | 268 | 285 | –17 |
| 4    | China        | 3   | 3 | 0 | 3 | 221 | 301 | –80 |

Critérios de desempate: 1) Pontos; 2) Confronto direto; 3) Diferença de cestas; 4) Cestas marcadas.
| 26 de agosto 16:00 (UTC+8) | Relatório | Sudão do Sul                                                     | 96–101 | Porto Rico                                                          |  | Araneta Coliseum, Cidade Quezon Público: 3166 Árbitros: Guilherme Locatelli Luis Castillo Carlos Peralta |  |
| 26 de agosto 16:00 (UTC+8) | Relatório | Placar por quarto: 29-24, 23-18, 15-18, 14-21                    |        |                                                                     |  | Araneta Coliseum, Cidade Quezon Público: 3166 Árbitros: Guilherme Locatelli Luis Castillo Carlos Peralta |  |
| 26 de agosto 16:00 (UTC+8) | Relatório | Pts: C. Jones 38 Rbts: W. Gabriel, M. Shayok 7 Asts: C. Jones 11 |        | Pts: 21 S. Thompson Jr. Rbts: 13 S. Thompson Jr. Asts: 10 T. Waters |  | Araneta Coliseum, Cidade Quezon Público: 3166 Árbitros: Guilherme Locatelli Luis Castillo Carlos Peralta |  |

| 26 de agosto 20:00 (UTC+8) | Relatório | Sérvia                                                                                            | 105–63 | China                                                   |  | Araneta Coliseum, Cidade Quezon Público: 7292 Árbitros: Yohan Rosso Mārtiņš Kozlovskis Rabah Noujaim |  |
| 26 de agosto 20:00 (UTC+8) | Relatório | Placar por quarto: 25-14, 30-20, 22-13, 28-16                                                     |        |                                                         |  | Araneta Coliseum, Cidade Quezon Público: 7292 Árbitros: Yohan Rosso Mārtiņš Kozlovskis Rabah Noujaim |  |
| 26 de agosto 20:00 (UTC+8) | Relatório | Pts: B. Bogdanović, V. Marinković 14 Rbts: N. Milutinov, D. Ristić 6 Asts: M. Gudurić, S. Jović 6 |        | Pts: 17 Zhao R. Rbts: 5 Cui Y., Zhou Q. Asts: 6 Zhao J. |  | Araneta Coliseum, Cidade Quezon Público: 7292 Árbitros: Yohan Rosso Mārtiņš Kozlovskis Rabah Noujaim |  |

| 28 de agosto 16:00 (UTC+8) | Relatório | China                                                   | 69–89 | Sudão do Sul                                         |  | Araneta Coliseum, Cidade Quezon Público: 4416 Árbitros: Guilherme Locatelli Kerem Baki Martin Vulić |  |
| 28 de agosto 16:00 (UTC+8) | Relatório | Placar por quarto: 14-22, 26-22, 13-19, 16-26           |       |                                                      |  | Araneta Coliseum, Cidade Quezon Público: 4416 Árbitros: Guilherme Locatelli Kerem Baki Martin Vulić |  |
| 28 de agosto 16:00 (UTC+8) | Relatório | Pts: K. Anderson 22 Rbts: K. Anderson 5 Asts: Zhao J. 4 |       | Pts: 21 C. Jones Rbts: 6 K. Maluach Asts: 6 C. Jones |  | Araneta Coliseum, Cidade Quezon Público: 4416 Árbitros: Guilherme Locatelli Kerem Baki Martin Vulić |  |

| 28 de agosto 20:00 (UTC+8) | Relatório | Porto Rico                                                  | 77–94 | Sérvia                                                                 |  | Araneta Coliseum, Cidade Quezon Público: 2944 Árbitros: Yohan Rosso Leonardo Zalazar Carlos Peralta |  |
| 28 de agosto 20:00 (UTC+8) | Relatório | Placar por quarto: 15-27, 12-30, 31-18, 19-19               |       |                                                                        |  | Araneta Coliseum, Cidade Quezon Público: 2944 Árbitros: Yohan Rosso Leonardo Zalazar Carlos Peralta |  |
| 28 de agosto 20:00 (UTC+8) | Relatório | Pts: I. Piñeiro 14 Rbts: G. Conditt IV 11 Asts: T. Waters 9 |       | Pts: 17 B. Bogdanović, N. Jović Rbts: 15 N. Milutinov Asts: 6 S. Jović |  | Araneta Coliseum, Cidade Quezon Público: 2944 Árbitros: Yohan Rosso Leonardo Zalazar Carlos Peralta |  |

| 30 de agosto 16:00 (UTC+8) | Relatório | Sudão do Sul                                    | 83–115 | Sérvia                                                   |  | Araneta Coliseum, Cidade Quezon Público: 5848 Árbitros: Yohan Rosso Kerem Baki Rabah Noujaim |  |
| 30 de agosto 16:00 (UTC+8) | Relatório | Placar por quarto: 20-30, 19-26, 26-27, 18-32   |        |                                                          |  | Araneta Coliseum, Cidade Quezon Público: 5848 Árbitros: Yohan Rosso Kerem Baki Rabah Noujaim |  |
| 30 de agosto 16:00 (UTC+8) | Relatório | Pts: P. Jok 21 Rbts: N. Omot 5 Asts: C. Jones 6 |        | Pts: 25 N. Jović Rbts: 10 N. Milutinov Asts: 13 S. Jović |  | Araneta Coliseum, Cidade Quezon Público: 5848 Árbitros: Yohan Rosso Kerem Baki Rabah Noujaim |  |

| 30 de agosto 20:00 (UTC+8) | Relatório | China                                                    | 89–107 | Porto Rico                                             |  | Araneta Coliseum, Cidade Quezon Público: 7166 Árbitros: Gatis Saliņš Luis Castillo Carlos Peralta |  |
| 30 de agosto 20:00 (UTC+8) | Relatório | Placar por quarto: 16-23, 21-29, 32-26, 20-29            |        |                                                        |  | Araneta Coliseum, Cidade Quezon Público: 7166 Árbitros: Gatis Saliņš Luis Castillo Carlos Peralta |  |
| 30 de agosto 20:00 (UTC+8) | Relatório | Pts: Zhao R. 16 Rbts: Wang Z., Zhou Q. 5 Asts: Zhao J. 5 |        | Pts: 22 T. Waters Rbts: 10 I. Romero Asts: 6 T. Waters |  | Araneta Coliseum, Cidade Quezon Público: 7166 Árbitros: Gatis Saliņš Luis Castillo Carlos Peralta |  |

### Grupo C (Pasay)
| Pos. | Seleção        | Pts | J | V | D | PM  | PS  | Dif  |
| ---- | -------------- | --- | - | - | - | --- | --- | ---- |
| 1    | Estados Unidos | 6   | 3 | 3 | 0 | 318 | 215 | +103 |
| 2    | Grécia         | 5   | 3 | 2 | 1 | 256 | 254 | +2   |
| 3    | Nova Zelândia  | 4   | 3 | 1 | 2 | 241 | 269 | –28  |
| 4    | Jordânia       | 3   | 3 | 0 | 3 | 220 | 297 | –77  |

Critérios de desempate: 1) Pontos; 2) Confronto direto; 3) Diferença de cestas; 4) Cestas marcadas.
| 26 de agosto 16:45 (UTC+8) | Relatório | Jordânia                                                                                 | 71–92 | Grécia                                                            |  | SM Mall of Asia Arena, Pasay Público: 5795 Árbitros: Antonio Conde Takaki Kato Manuel Attard |  |
| 26 de agosto 16:45 (UTC+8) | Relatório | Placar por quarto: 14-19, 19-27, 27-20, 11-26                                            |       |                                                                   |  | SM Mall of Asia Arena, Pasay Público: 5795 Árbitros: Antonio Conde Takaki Kato Manuel Attard |  |
| 26 de agosto 16:45 (UTC+8) | Relatório | Pts: R. Hollis-Jefferson 24 Rbts: A. Al-Dwairi, R. Hollis-Jefferson 9 Asts: F. Ibrahim 6 |       | Pts: 19 G. Larentzakis Rbts: 7 N. Rogkavopoulos Asts: 7 T. Walkup |  | SM Mall of Asia Arena, Pasay Público: 5795 Árbitros: Antonio Conde Takaki Kato Manuel Attard |  |

| 26 de agosto 20:40 (UTC+8) | Relatório | Estados Unidos                                           | 99–72 | Nova Zelândia                                                 |  | SM Mall of Asia Arena, Pasay Público: 10 978 Árbitros: Manuel Mazzoni Boris Krejič Park Kyoung-jin |  |
| 26 de agosto 20:40 (UTC+8) | Relatório | Placar por quarto: 19-18, 26-18, 31-22, 23-14            |       |                                                               |  | SM Mall of Asia Arena, Pasay Público: 10 978 Árbitros: Manuel Mazzoni Boris Krejič Park Kyoung-jin |  |
| 26 de agosto 20:40 (UTC+8) | Relatório | Pts: P. Banchero 21 Rbts: A. Edwards 7 Asts: A. Reaves 6 |       | Pts: 15 R. Te Rangi Rbts: 5 F. Delany, I. Fotu Asts: 5 S. Ili |  | SM Mall of Asia Arena, Pasay Público: 10 978 Árbitros: Manuel Mazzoni Boris Krejič Park Kyoung-jin |  |

| 28 de agosto 16:45 (UTC+8) | Relatório | Nova Zelândia                                       | 95–87 | Jordânia                                                             |  | SM Mall of Asia Arena, Pasay Público: 7331 Árbitros: Takaki Kato Boris Krejič Péter Praksch |  |
| 28 de agosto 16:45 (UTC+8) | Relatório | Placar por quarto: 21-18, 25-19, 19-20, 20-28       |       |                                                                      |  | SM Mall of Asia Arena, Pasay Público: 7331 Árbitros: Takaki Kato Boris Krejič Péter Praksch |  |
| 28 de agosto 16:45 (UTC+8) | Relatório | Pts: I. Le'afa 23 Rbts: F. Delany 7 Asts: S. Ili 10 |       | Pts: 39 R. Hollis-Jefferson Rbts: 10 A. Al-Dwairi Asts: 9 F. Ibrahim |  | SM Mall of Asia Arena, Pasay Público: 7331 Árbitros: Takaki Kato Boris Krejič Péter Praksch |  |

| 28 de agosto 20:40 (UTC+8) | Relatório | Grécia                                                                              | 81–109 | Estados Unidos                                       |  | SM Mall of Asia Arena, Pasay Público: 11 392 Árbitros: Antonio Conde Manuel Mazzoni Daniel García |  |
| 28 de agosto 20:40 (UTC+8) | Relatório | Placar por quarto: 19-23, 18-27, 19-29, 25-30                                       |        |                                                      |  | SM Mall of Asia Arena, Pasay Público: 11 392 Árbitros: Antonio Conde Manuel Mazzoni Daniel García |  |
| 28 de agosto 20:40 (UTC+8) | Relatório | Pts: G. Papagiannis 17 Rbts: T. Antetokounmpo, N. Rogkavopoulos 4 Asts: T. Walkup 7 |        | Pts: 15 A. Reaves Rbts: 11 J. Hart Asts: 6 A. Reaves |  | SM Mall of Asia Arena, Pasay Público: 11 392 Árbitros: Antonio Conde Manuel Mazzoni Daniel García |  |

| 30 de agosto 16:40 (UTC+8) | Relatório | Estados Unidos                                            | 110–62 | Jordânia                                                                  |  | SM Mall of Asia Arena, Pasay Público: 10 511 Árbitros: Takaki Kato Kristian Páez Péter Praksch |  |
| 30 de agosto 16:40 (UTC+8) | Relatório | Placar por quarto: 31-12, 31-21, 25-16, 23-13             |        |                                                                           |  | SM Mall of Asia Arena, Pasay Público: 10 511 Árbitros: Takaki Kato Kristian Páez Péter Praksch |  |
| 30 de agosto 16:40 (UTC+8) | Relatório | Pts: A. Edwards 22 Rbts: J. Hart 12 Asts: T. Haliburton 6 |        | Pts: 20 R. Hollis-Jefferson Rbts: 7 R. Hollis-Jefferson Asts: 6 M. Kanaan |  | SM Mall of Asia Arena, Pasay Público: 10 511 Árbitros: Takaki Kato Kristian Páez Péter Praksch |  |

| 30 de agosto 20:40 (UTC+8) | Relatório | Grécia                                                         | 83–74 | Nova Zelândia                                    |  | SM Mall of Asia Arena, Pasay Público: 5625 Árbitros: Manuel Mazzoni Andris Aunkrogers Carlos Vélez |  |
| 30 de agosto 20:40 (UTC+8) | Relatório | Placar por quarto: 15-20, 17-23, 18-11, 33-20                  |       |                                                  |  | SM Mall of Asia Arena, Pasay Público: 5625 Árbitros: Manuel Mazzoni Andris Aunkrogers Carlos Vélez |  |
| 30 de agosto 20:40 (UTC+8) | Relatório | Pts: I. Papapetrou 27 Rbts: G. Papagiannis 9 Asts: T. Walkup 9 |       | Pts: 27 S. Ili Rbts: 14 F. Delany Asts: 8 S. Ili |  | SM Mall of Asia Arena, Pasay Público: 5625 Árbitros: Manuel Mazzoni Andris Aunkrogers Carlos Vélez |  |

### Grupo D (Pasay)
| Pos. | Seleção    | Pts | J | V | D | PM  | PS  | Dif |
| ---- | ---------- | --- | - | - | - | --- | --- | --- |
| 1    | Lituânia   | 6   | 3 | 3 | 0 | 280 | 204 | +76 |
| 2    | Montenegro | 5   | 3 | 2 | 1 | 251 | 236 | +15 |
| 3    | Egito      | 4   | 3 | 1 | 2 | 241 | 254 | –13 |
| 4    | México     | 3   | 3 | 0 | 3 | 209 | 287 | –78 |

Critérios de desempate: 1) Pontos; 2) Confronto direto; 3) Diferença de cestas; 4) Cestas marcadas.
| 25 de agosto 16:45 (UTC+8) | Relatório | México                                             | 71–91 | Montenegro                                              |  | SM Mall of Asia Arena, Pasay Público: 6668 Árbitros: Manuel Mazzoni Daniel García Kristian Páez |  |
| 25 de agosto 16:45 (UTC+8) | Relatório | Placar por quarto: 19-19, 20-29, 19-20, 13-23      |       |                                                         |  | SM Mall of Asia Arena, Pasay Público: 6668 Árbitros: Manuel Mazzoni Daniel García Kristian Páez |  |
| 25 de agosto 16:45 (UTC+8) | Relatório | Pts: F. Cruz 16 Rbts: F. Jaimes 8 Asts: P. Stoll 7 |       | Pts: 27 N. Vučević Rbts: 10 N. Vučević Asts: 7 K. Perry |  | SM Mall of Asia Arena, Pasay Público: 6668 Árbitros: Manuel Mazzoni Daniel García Kristian Páez |  |

| 25 de agosto 20:30 (UTC+8) | Relatório | Egito                                                    | 67–93 | Lituânia                                                           |  | SM Mall of Asia Arena, Pasay Público: 7229 Árbitros: Antonio Conde Péter Praksch Carlos Vélez |  |
| 25 de agosto 20:30 (UTC+8) | Relatório | Placar por quarto: 12-26, 22-20, 19-24, 14-23            |       |                                                                    |  | SM Mall of Asia Arena, Pasay Público: 7229 Árbitros: Antonio Conde Péter Praksch Carlos Vélez |  |
| 25 de agosto 20:30 (UTC+8) | Relatório | Pts: A. Marei 14 Rbts: A. Marei 9 Asts: Tres jugadores 3 |       | Pts: 18 M. Normantas Rbts: 10 J. Valančiūnas Asts: 5 I. Brazdeikis |  | SM Mall of Asia Arena, Pasay Público: 7229 Árbitros: Antonio Conde Péter Praksch Carlos Vélez |  |

| 27 de agosto 16:45 (UTC+8) | Relatório | Montenegro                                                       | 89–74 | Egito                                               |  | SM Mall of Asia Arena, Pasay Público: 3751 Árbitros: Antonio Conde Takaki Kato Andris Aunkrogers |  |
| 27 de agosto 16:45 (UTC+8) | Relatório | Placar por quarto: 27-17, 24-20, 19-19, 19-18                    |       |                                                     |  | SM Mall of Asia Arena, Pasay Público: 3751 Árbitros: Antonio Conde Takaki Kato Andris Aunkrogers |  |
| 27 de agosto 16:45 (UTC+8) | Relatório | Pts: N. Vučević 16 Rbts: Radončić, N. Vučević 7 Asts: K. Perry 7 |       | Pts: 26 E. Amin Rbts: 8 P. Gardner Asts: 4 A. Gendy |  | SM Mall of Asia Arena, Pasay Público: 3751 Árbitros: Antonio Conde Takaki Kato Andris Aunkrogers |  |

| 27 de agosto 20:30 (UTC+8) | Relatório | Lituânia                                                                            | 96–66 | México                                                          |  | SM Mall of Asia Arena, Pasay Público: 5503 Árbitros: Manuel Mazzoni Boris Krejič Kristian Páez |  |
| 27 de agosto 20:30 (UTC+8) | Relatório | Placar por quarto: 32-17, 21-17, 23-17, 20-15                                       |       |                                                                 |  | SM Mall of Asia Arena, Pasay Público: 5503 Árbitros: Manuel Mazzoni Boris Krejič Kristian Páez |  |
| 27 de agosto 20:30 (UTC+8) | Relatório | Pts: R. Jokubaitis, J. Valančiūnas 15 Rbts: J. Valančiūnas 12 Asts: R. Jokubaitis 7 |       | Pts: 13 G. Girón Rbts: 6 J. Ibarra, F. Jaimes Asts: 4 F. Jaimes |  | SM Mall of Asia Arena, Pasay Público: 5503 Árbitros: Manuel Mazzoni Boris Krejič Kristian Páez |  |

| 29 de agosto 16:45 (UTC+8) | Relatório | Egito                                              | 100–72 | México                                                         |  | SM Mall of Asia Arena, Pasay Público: 4448 Árbitros: Antonio Conde Daniel García Park Kyoung-jin |  |
| 29 de agosto 16:45 (UTC+8) | Relatório | Placar por quarto: 30-16, 29-19, 18-21, 23-16      |        |                                                                |  | SM Mall of Asia Arena, Pasay Público: 4448 Árbitros: Antonio Conde Daniel García Park Kyoung-jin |  |
| 29 de agosto 16:45 (UTC+8) | Relatório | Pts: E. Amin 22 Rbts: A. Marei 10 Asts: E. Amin 10 |        | Pts: 21 F. Cruz, J. Ibarra Rbts: 6 F. Jaimes Asts: 14 P. Stoll |  | SM Mall of Asia Arena, Pasay Público: 4448 Árbitros: Antonio Conde Daniel García Park Kyoung-jin |  |

| 29 de agosto 20:30 (UTC+8) | Relatório | Montenegro                                                     | 71–91 | Lituânia                                                            |  | SM Mall of Asia Arena, Pasay Público: 5707 Árbitros: Boris Krejič Kristian Páez Manuel Attard |  |
| 29 de agosto 20:30 (UTC+8) | Relatório | Placar por quarto: 27-26, 13-22, 10-18, 21-25                  |       |                                                                     |  | SM Mall of Asia Arena, Pasay Público: 5707 Árbitros: Boris Krejič Kristian Páez Manuel Attard |  |
| 29 de agosto 20:30 (UTC+8) | Relatório | Pts: N. Vučević 19 Rbts: M. Simonović 6 Asts: Seis jugadores 2 |       | Pts: 19 R. Jokubaitis Rbts: 11 T. Sedekerskis Asts: 6 R. Jokubaitis |  | SM Mall of Asia Arena, Pasay Público: 5707 Árbitros: Boris Krejič Kristian Páez Manuel Attard |  |

### Grupo E (Okinawa)
| Pos. | Seleção   | Pts | J | V | D | PM  | PS  | Dif |
| ---- | --------- | --- | - | - | - | --- | --- | --- |
| 1    | Alemanha  | 6   | 3 | 3 | 0 | 267 | 220 | +47 |
| 2    | Austrália | 5   | 3 | 2 | 1 | 289 | 246 | +43 |
| 3    | Japão     | 4   | 3 | 1 | 2 | 250 | 278 | –28 |
| 4    | Finlândia | 3   | 3 | 0 | 3 | 235 | 297 | –62 |

Critérios de desempate: 1) Pontos; 2) Confronto direto; 3) Diferença de cestas; 4) Cestas marcadas.
| 25 de agosto 17:00 (UTC+9) | Relatório | Finlândia                                                                 | 72–98 | Austrália                                            |  | Okinawa Arena, Okinawa Público: 5729 Árbitros: Jorge Vázquez Wojciech Liszka Blanca Burns |  |
| 25 de agosto 17:00 (UTC+9) | Relatório | Placar por quarto: 21-17, 19-28, 14-25, 18-28                             |       |                                                      |  | Okinawa Arena, Okinawa Público: 5729 Árbitros: Jorge Vázquez Wojciech Liszka Blanca Burns |  |
| 25 de agosto 17:00 (UTC+9) | Relatório | Pts: L. Markkanen 19 Rbts: L. Markkanen 8 Asts: M. Little, L. Markkanen 4 |       | Pts: 25 P. Mills Rbts: 9 J. Giddey Asts: 8 J. Giddey |  | Okinawa Arena, Okinawa Público: 5729 Árbitros: Jorge Vázquez Wojciech Liszka Blanca Burns |  |

| 25 de agosto 21:10 (UTC+9) | Relatório | Alemanha                                                           | 81–63 | Japão                                                            |  | Okinawa Arena, Okinawa Público: 6397 Árbitros: Omar Bermúdez Amy Bonner Waseem Husainy |  |
| 25 de agosto 21:10 (UTC+9) | Relatório | Placar por quarto: 23-11, 30-20, 16-16, 12-16                      |       |                                                                  |  | Okinawa Arena, Okinawa Público: 6397 Árbitros: Omar Bermúdez Amy Bonner Waseem Husainy |  |
| 25 de agosto 21:10 (UTC+9) | Relatório | Pts: M. Wagner 25 Rbts: M. Wagner 9 Asts: D. Schröder, F. Wagner 5 |       | Pts: 20 Y. Watanabe Rbts: 10 J. Hawkinson Asts: 3 Três jogadores |  | Okinawa Arena, Okinawa Público: 6397 Árbitros: Omar Bermúdez Amy Bonner Waseem Husainy |  |

| 27 de agosto 17:30 (UTC+9) | Relatório | Austrália                                                    | 82–85 | Alemanha                                                     |  | Okinawa Arena, Okinawa Público: 6205 Árbitros: Matthew Kallio Blanca Burns Omar Bermúdez |  |
| 27 de agosto 17:30 (UTC+9) | Relatório | Placar por quarto: 25-24, 19-25, 22-13, 16-23                |       |                                                              |  | Okinawa Arena, Okinawa Público: 6205 Árbitros: Matthew Kallio Blanca Burns Omar Bermúdez |  |
| 27 de agosto 17:30 (UTC+9) | Relatório | Pts: P. Mills 21 Rbts: X. Cooks, P. Mills 5 Asts: P. Mills 6 |       | Pts: 30 D. Schröder Rbts: 6 J. Voigtmann Asts: 8 D. Schröder |  | Okinawa Arena, Okinawa Público: 6205 Árbitros: Matthew Kallio Blanca Burns Omar Bermúdez |  |

| 27 de agosto 21:10 (UTC+9) | Relatório | Japão                                                          | 98–88 | Finlândia                                                           |  | Okinawa Arena, Okinawa Público: 7374 Árbitros: Ademir Zurapović Amy Bonner Ahmed Al-Shuwaili |  |
| 27 de agosto 21:10 (UTC+9) | Relatório | Placar por quarto: 22-15, 14-31, 27-27, 35-15                  |       |                                                                     |  | Okinawa Arena, Okinawa Público: 7374 Árbitros: Ademir Zurapović Amy Bonner Ahmed Al-Shuwaili |  |
| 27 de agosto 21:10 (UTC+9) | Relatório | Pts: J. Hawkinson 28 Rbts: J. Hawkinson 19 Asts: Y. Kawamura 9 |       | Pts: 27 L. Markkanen Rbts: 12 L. Markkanen Asts: 5 Quatro jogadores |  | Okinawa Arena, Okinawa Público: 7374 Árbitros: Ademir Zurapović Amy Bonner Ahmed Al-Shuwaili |  |

| 29 de agosto 16:30 (UTC+9) | Relatório | Alemanha                                                                     | 101–75 | Finlândia                                                  |  | Okinawa Arena, Okinawa Público: 6037 Árbitros: Matthew Kallio Martin Horozov Wael Mostafa |  |
| 29 de agosto 16:30 (UTC+9) | Relatório | Placar por quarto: 19-22, 28-17, 29-16, 25-20                                |        |                                                            |  | Okinawa Arena, Okinawa Público: 6037 Árbitros: Matthew Kallio Martin Horozov Wael Mostafa |  |
| 29 de agosto 16:30 (UTC+9) | Relatório | Pts: I. Bonga, D. Schröder 15 Rbts: J. Voigtmann, J. Hollatz 4 Asts: M. Lô 5 |        | Pts: 14 O. Nkamhoua Rbts: 5 M. Jantunen Asts: 6 E. Maxhuni |  | Okinawa Arena, Okinawa Público: 6037 Árbitros: Matthew Kallio Martin Horozov Wael Mostafa |  |

| 29 de agosto 20:10 (UTC+9) | Relatório | Austrália                                              | 109–89 | Japão                                                                                  |  | Okinawa Arena, Okinawa Público: 7374 Árbitros: Jorge Vázquez Amy Bonner Waseem Husainy |  |
| 29 de agosto 20:10 (UTC+9) | Relatório | Placar por quarto: 25-17, 32-18, 30-35, 22-19          |        |                                                                                        |  | Okinawa Arena, Okinawa Público: 7374 Árbitros: Jorge Vázquez Amy Bonner Waseem Husainy |  |
| 29 de agosto 20:10 (UTC+9) | Relatório | Pts: J. Giddey 26 Rbts: X. Cooks 16 Asts: J. Giddey 11 |        | Pts: 33 J. Hawkinson Rbts: 7 Y. Watanabe, J. Hawkinson Asts: 7 Y. Togashi, Y. Kawamura |  | Okinawa Arena, Okinawa Público: 7374 Árbitros: Jorge Vázquez Amy Bonner Waseem Husainy |  |

### Grupo F (Okinawa)
| Pos. | Seleção    | Pts | J | V | D | PM  | PS  | Dif |
| ---- | ---------- | --- | - | - | - | --- | --- | --- |
| 1    | Eslovênia  | 6   | 3 | 3 | 0 | 280 | 229 | +51 |
| 2    | Geórgia    | 5   | 3 | 2 | 1 | 222 | 207 | +15 |
| 3    | Cabo Verde | 4   | 3 | 1 | 2 | 218 | 252 | –34 |
| 4    | Venezuela  | 3   | 3 | 0 | 3 | 219 | 251 | –32 |

Critérios de desempate: 1) Pontos; 2) Confronto direto; 3) Diferença de cestas; 4) Cestas marcadas.
| 26 de agosto 17:00 (UTC+9) | Relatório | Cabo Verde                                               | 60–85 | Geórgia                                                             |  | Okinawa Arena, Okinawa Público: 5669 Árbitros: Jorge Vázquez Martin Horozov Wael Mostafa |  |
| 26 de agosto 17:00 (UTC+9) | Relatório | Placar por quarto: 11-20, 11-28, 15-22, 23-15            |       |                                                                     |  | Okinawa Arena, Okinawa Público: 5669 Árbitros: Jorge Vázquez Martin Horozov Wael Mostafa |  |
| 26 de agosto 17:00 (UTC+9) | Relatório | Pts: K. Mendes 11 Rbts: E. Tavares 12 Asts: S. Da Rosa 6 |       | Pts: 16 T. Shengelia Rbts: 11 G. Bitadze Asts: 6 R. Andronikashvili |  | Okinawa Arena, Okinawa Público: 5669 Árbitros: Jorge Vázquez Martin Horozov Wael Mostafa |  |

| 26 de agosto 20:30 (UTC+9) | Relatório | Eslovênia                                             | 100–85 | Venezuela                                                             |  | Okinawa Arena, Okinawa Público: 6389 Árbitros: Ademir Zurapović Matthew Kallio Wojciech Liszka |  |
| 26 de agosto 20:30 (UTC+9) | Relatório | Placar por quarto: 31-33, 25-18, 22-12, 22-22         |        |                                                                       |  | Okinawa Arena, Okinawa Público: 6389 Árbitros: Ademir Zurapović Matthew Kallio Wojciech Liszka |  |
| 26 de agosto 20:30 (UTC+9) | Relatório | Pts: L. Dončić 37 Rbts: L. Dončić 7 Asts: L. Dončić 6 |        | Pts: 16 G. Sojo Rbts: 4 M. Carrera, N. Colmenares Asts: 6 H. Guillent |  | Okinawa Arena, Okinawa Público: 6389 Árbitros: Ademir Zurapović Matthew Kallio Wojciech Liszka |  |

| 28 de agosto 17:00 (UTC+9) | Relatório | Venezuela                                               | 75–81 | Cabo Verde                                                          |  | Okinawa Arena, Okinawa Público: 5841 Árbitros: Ademir Zurapović Wojciech Liszka Ahmed Al-Shuwaili |  |
| 28 de agosto 17:00 (UTC+9) | Relatório | Placar por quarto: 23-24, 23-9, 20-26, 9-22             |       |                                                                     |  | Okinawa Arena, Okinawa Público: 5841 Árbitros: Ademir Zurapović Wojciech Liszka Ahmed Al-Shuwaili |  |
| 28 de agosto 17:00 (UTC+9) | Relatório | Pts: D. Cubillán 15 Rbts: G. Sojo 7 Asts: D. Cubillán 4 |       | Pts: 22 B. Gomes Rbts: 14 E. Tavares Asts: 3 E. Tavares, W. Tavares |  | Okinawa Arena, Okinawa Público: 5841 Árbitros: Ademir Zurapović Wojciech Liszka Ahmed Al-Shuwaili |  |

| 28 de agosto 20:30 (UTC+9) | Relatório | Geórgia                                                                   | 67–88 | Eslovênia                                              |  | Okinawa Arena, Okinawa Público: 6042 Árbitros: Jorge Vázquez Omar Bermúdez Blanca Burns |  |
| 28 de agosto 20:30 (UTC+9) | Relatório | Placar por quarto: 17-16, 16-29, 17-18, 17-25                             |       |                                                        |  | Okinawa Arena, Okinawa Público: 6042 Árbitros: Jorge Vázquez Omar Bermúdez Blanca Burns |  |
| 28 de agosto 20:30 (UTC+9) | Relatório | Pts: S. Mamukelashvili 21 Rbts: S. Mamukelashvili 7 Asts: G. Tsintsadze 7 |       | Pts: 34 L. Dončić Rbts: 10 L. Dončić Asts: 6 L. Dončić |  | Okinawa Arena, Okinawa Público: 6042 Árbitros: Jorge Vázquez Omar Bermúdez Blanca Burns |  |

| 30 de agosto 17:00 (UTC+9) | Relatório | Geórgia                                                                   | 70–59 | Venezuela                                                        |  | Okinawa Arena, Okinawa Público: 5807 Árbitros: Matthew Kallio Amy Bonner Wojciech Liszka |  |
| 30 de agosto 17:00 (UTC+9) | Relatório | Placar por quarto: 24-19, 18-4, 17-21, 11-15                              |       |                                                                  |  | Okinawa Arena, Okinawa Público: 5807 Árbitros: Matthew Kallio Amy Bonner Wojciech Liszka |  |
| 30 de agosto 17:00 (UTC+9) | Relatório | Pts: T. Shengelia 25 Rbts: G. Bitadze 11 Asts: D. Sanadze, T. Shengelia 3 |       | Pts: 16 N. Colmenares Rbts: 12 N. Colmenares Asts: 7 H. Guillent |  | Okinawa Arena, Okinawa Público: 5807 Árbitros: Matthew Kallio Amy Bonner Wojciech Liszka |  |

| 30 de agosto 20:30 (UTC+9) | Relatório | Eslovênia                                             | 92–77 | Cabo Verde                                              |  | Okinawa Arena, Okinawa Público: 5145 Árbitros: Ademir Zurapović Omar Bermúdez Waseem Husainy |  |
| 30 de agosto 20:30 (UTC+9) | Relatório | Placar por quarto: 24-21, 21-17, 24-17, 23-22         |       |                                                         |  | Okinawa Arena, Okinawa Público: 5145 Árbitros: Ademir Zurapović Omar Bermúdez Waseem Husainy |  |
| 30 de agosto 20:30 (UTC+9) | Relatório | Pts: L. Dončić 19 Rbts: L. Dončić 7 Asts: L. Dončić 9 |       | Pts: 17 B. Gomes Rbts: 10 E. Tavares Asts: 5 E. Tavares |  | Okinawa Arena, Okinawa Público: 5145 Árbitros: Ademir Zurapović Omar Bermúdez Waseem Husainy |  |

### Grupo G (Jacarta)
| Pos. | Seleção         | Pts | J | V | D | PM  | PS  | Dif |
| ---- | --------------- | --- | - | - | - | --- | --- | --- |
| 1    | Espanha         | 6   | 3 | 3 | 0 | 275 | 207 | +68 |
| 2    | Brasil          | 5   | 3 | 2 | 1 | 267 | 232 | +35 |
| 3    | Costa do Marfim | 4   | 3 | 1 | 2 | 212 | 252 | –40 |
| 4    | Irã             | 3   | 3 | 0 | 3 | 196 | 256 | –60 |

Critérios de desempate: 1) Pontos; 2) Confronto direto; 3) Diferença de cestas; 4) Cestas marcadas.
| 26 de agosto 16:45 (UTC+7) | Relatório | Irã                                                              | 59–100 | Brasil                                                                  |  | Indonesia Arena, Jacarta Público: 6251 Árbitros: Julio Anaya Aleksandar Glišić Daigo Urushima |  |
| 26 de agosto 16:45 (UTC+7) | Relatório | Placar por quarto: 12-33, 13-24, 21-25, 13-18                    |        |                                                                         |  | Indonesia Arena, Jacarta Público: 6251 Árbitros: Julio Anaya Aleksandar Glišić Daigo Urushima |  |
| 26 de agosto 16:45 (UTC+7) | Relatório | Pts: M. Aghajanpour 11 Rbts: M. Amini 6 Asts: Cuatro jugadores 3 |        | Pts: 16 B. Caboclo Rbts: 7 B. Caboclo Asts: 6 M. Huertas, Y. dos Santos |  | Indonesia Arena, Jacarta Público: 6251 Árbitros: Julio Anaya Aleksandar Glišić Daigo Urushima |  |

| 26 de agosto 20:30 (UTC+7) | Relatório | Espanha                                                   | 94–64 | Costa do Marfim                                   |  | Indonesia Arena, Jacarta Público: 8144 Árbitros: Juan Fernández Andrés Bartel Yevgeniy Mikheyev |  |
| 26 de agosto 20:30 (UTC+7) | Relatório | Placar por quarto: 24-17, 29-17, 20-13, 21-17             |       |                                                   |  | Indonesia Arena, Jacarta Público: 8144 Árbitros: Juan Fernández Andrés Bartel Yevgeniy Mikheyev |  |
| 26 de agosto 20:30 (UTC+7) | Relatório | Pts: W. Hernangómez 22 Rbts: U. Garuba 7 Asts: J. Núñez 8 |       | Pts: 11 B. Koné Rbts: 5 V. Fofana Asts: 3 B. Koné |  | Indonesia Arena, Jacarta Público: 8144 Árbitros: Juan Fernández Andrés Bartel Yevgeniy Mikheyev |  |

| 28 de agosto 16:45 (UTC+7) | Relatório | Costa do Marfim                                                     | 71–69 | Irã                                                                 |  | Indonesia Arena, Jacarta Público: 4558 Árbitros: Aleksandar Glišić Scott Beker Gvidas Gedvilas |  |
| 28 de agosto 16:45 (UTC+7) | Relatório | Placar por quarto: 15-20, 22-15, 17-21, 17-13                       |       |                                                                     |  | Indonesia Arena, Jacarta Público: 4558 Árbitros: Aleksandar Glišić Scott Beker Gvidas Gedvilas |  |
| 28 de agosto 16:45 (UTC+7) | Relatório | Pts: N. Zouzoua 17 Rbts: C. Bah, A. Sidibé 5 Asts: Três jogadores 3 |       | Pts: 19 B. Yakhchali Rbts: 8 H. Haddadi, A. Kazemi Asts: 4 M. Amini |  | Indonesia Arena, Jacarta Público: 4558 Árbitros: Aleksandar Glišić Scott Beker Gvidas Gedvilas |  |

| 28 de agosto 20:30 (UTC+7) | Relatório | Brasil                                                     | 78–96 | Espanha                                             |  | Indonesia Arena, Jacarta Público: 7354 Árbitros: Roberto Vázquez Julio Anaya Johnny Batista |  |
| 28 de agosto 20:30 (UTC+7) | Relatório | Placar por quarto: 22-21, 20-29, 17-14, 19-32              |       |                                                     |  | Indonesia Arena, Jacarta Público: 7354 Árbitros: Roberto Vázquez Julio Anaya Johnny Batista |  |
| 28 de agosto 20:30 (UTC+7) | Relatório | Pts: B. Caboclo 15 Rbts: B. Caboclo 11 Asts: G. de Paula 7 |       | Pts: 15 S. Aldama Rbts: 7 J. Núñez Asts: 5 J. Núñez |  | Indonesia Arena, Jacarta Público: 7354 Árbitros: Roberto Vázquez Julio Anaya Johnny Batista |  |

| 30 de agosto 16:45 (UTC+7) | Relatório | Costa do Marfim                                            | 77–89 | Brasil                                                          |  | Indonesia Arena, Jacarta Público: 6190 Árbitros: Roberto Vázquez Scott Beker Andrés Bartel |  |
| 30 de agosto 16:45 (UTC+7) | Relatório | Placar por quarto: 25-23, 21-27, 19-20, 12-19              |       |                                                                 |  | Indonesia Arena, Jacarta Público: 6190 Árbitros: Roberto Vázquez Scott Beker Andrés Bartel |  |
| 30 de agosto 16:45 (UTC+7) | Relatório | Pts: C. Bah 13 Rbts: C. Bah 13 Asts: S. Diabate, B. Koné 3 |       | Pts: 24 Y. dos Santos Rbts: 8 B. Caboclo Asts: 12 Y. dos Santos |  | Indonesia Arena, Jacarta Público: 6190 Árbitros: Roberto Vázquez Scott Beker Andrés Bartel |  |

| 30 de agosto 20:30 (UTC+7) | Relatório | Irã                                                                                 | 65–85 | Espanha                                                        |  | Indonesia Arena, Jacarta Público: 7320 Árbitros: Julio Anaya Juan Fernández Johnny Batista |  |
| 30 de agosto 20:30 (UTC+7) | Relatório | Placar por quarto: 17-16, 17-27, 18-21, 13-21                                       |       |                                                                |  | Indonesia Arena, Jacarta Público: 7320 Árbitros: Julio Anaya Juan Fernández Johnny Batista |  |
| 30 de agosto 20:30 (UTC+7) | Relatório | Pts: M. Amini 19 Rbts: P. Girgoorian, H. Haddadi 5 Asts: H. Haddadi, B. Yakhchali 7 |       | Pts: 21 J. Hernangómez Rbts: 9 W. Hernangómez Asts: 6 J. Núñez |  | Indonesia Arena, Jacarta Público: 7320 Árbitros: Julio Anaya Juan Fernández Johnny Batista |  |

### Grupo H (Jacarta)
| Pos. | Seleção | Pts | J | V | D | PM  | PS  | Dif  |
| ---- | ------- | --- | - | - | - | --- | --- | ---- |
| 1    | Canadá  | 6   | 3 | 3 | 0 | 324 | 213 | +111 |
| 2    | Letônia | 5   | 3 | 2 | 1 | 272 | 257 | +15  |
| 3    | França  | 4   | 3 | 1 | 2 | 236 | 262 | –26  |
| 4    | Líbano  | 3   | 3 | 0 | 3 | 196 | 256 | –60  |

Critérios de desempate: 1) Pontos; 2) Confronto direto; 3) Diferença de cestas; 4) Cestas marcadas.
| 25 de agosto 16:15 (UTC+7) | Relatório | Letônia                                                               | 109–70 | Líbano                                                        |  | Indonesia Arena, Jacarta Público: 5834 Árbitros: Julio Anaya Scott Beker Jenna Reneau |  |
| 25 de agosto 16:15 (UTC+7) | Relatório | Placar por quarto: 27-17, 28-13, 27-18, 27-22                         |        |                                                               |  | Indonesia Arena, Jacarta Público: 5834 Árbitros: Julio Anaya Scott Beker Jenna Reneau |  |
| 25 de agosto 16:15 (UTC+7) | Relatório | Pts: Dai. Bertāns 20 Rbts: R. Šmits, A. Gražulis 7 Asts: A. Žagars 11 |        | Pts: 19 S. El Darwich Rbts: 5 S. El Darwich Asts: 8 W. Arakji |  | Indonesia Arena, Jacarta Público: 5834 Árbitros: Julio Anaya Scott Beker Jenna Reneau |  |

| 25 de agosto 20:30 (UTC+7) | Relatório | Canadá                                                                                     | 95–65 | França                                                 |  | Indonesia Arena, Jacarta Público: 12 091 Árbitros: Roberto Vázquez Johnny Batista Gvidas Gedvilas |  |
| 25 de agosto 20:30 (UTC+7) | Relatório | Placar por quarto: 14-18, 29-22, 25-8, 27-17                                               |       |                                                        |  | Indonesia Arena, Jacarta Público: 12 091 Árbitros: Roberto Vázquez Johnny Batista Gvidas Gedvilas |  |
| 25 de agosto 20:30 (UTC+7) | Relatório | Pts: S. Gilgeous-Alexander 27 Rbts: S. Gilgeous-Alexander 13 Asts: S. Gilgeous-Alexander 6 |       | Pts: 21 E. Fournier Rbts: 9 R. Gobert Asts: 4 E. Okobo |  | Indonesia Arena, Jacarta Público: 12 091 Árbitros: Roberto Vázquez Johnny Batista Gvidas Gedvilas |  |

| 27 de agosto 16:45 (UTC+7) | Relatório | Líbano                                                       | 73–128 | Canadá                                                         |  | Indonesia Arena, Jacarta Público: 10 180 Árbitros: Roberto Vázquez Jenna Reneau Daigo Urushima |  |
| 27 de agosto 16:45 (UTC+7) | Relatório | Placar por quarto: 13-29, 17-37, 18-34, 25-28                |        |                                                                |  | Indonesia Arena, Jacarta Público: 10 180 Árbitros: Roberto Vázquez Jenna Reneau Daigo Urushima |  |
| 27 de agosto 16:45 (UTC+7) | Relatório | Pts: O. Spellman 16 Rbts: Tres jugadores 3 Asts: W. Arakji 5 |        | Pts: 17 R. J. Barrett Rbts: 8 K. Olynyk Asts: 8 T. Bell-Haynes |  | Indonesia Arena, Jacarta Público: 10 180 Árbitros: Roberto Vázquez Jenna Reneau Daigo Urushima |  |

| 27 de agosto 20:30 (UTC+7) | Relatório | França                                                   | 86–88 | Letônia                                               |  | Indonesia Arena, Jacarta Público: 9628 Árbitros: Julio Anaya Juan Fernández Andrés Bartel |  |
| 27 de agosto 20:30 (UTC+7) | Relatório | Placar por quarto: 33-26, 20-23, 21-13, 12-26            |       |                                                       |  | Indonesia Arena, Jacarta Público: 9628 Árbitros: Julio Anaya Juan Fernández Andrés Bartel |  |
| 27 de agosto 20:30 (UTC+7) | Relatório | Pts: E. Fournier 27 Rbts: R. Gobert 7 Asts: N. de Colo 8 |       | Pts: 22 A. Žagars Rbts: 5 R. Kurucs Asts: 5 A. Žagars |  | Indonesia Arena, Jacarta Público: 9628 Árbitros: Julio Anaya Juan Fernández Andrés Bartel |  |

| 29 de agosto 16:45 (UTC+7) | Relatório | Líbano                                                                           | 79–85 | França                                                    |  | Indonesia Arena, Jacarta Público: 6549 Árbitros: Aleksandar Glišić Yevgeniy Mikheyev Daigo Urushima |  |
| 29 de agosto 16:45 (UTC+7) | Relatório | Placar por quarto: 20-19, 17-19, 22-20, 20-27                                    |       |                                                           |  | Indonesia Arena, Jacarta Público: 6549 Árbitros: Aleksandar Glišić Yevgeniy Mikheyev Daigo Urushima |  |
| 29 de agosto 16:45 (UTC+7) | Relatório | Pts: W. Arakji 29 Rbts: K. Zeinoun, A. Haidar 6 Asts: S. El Darwich, W. Arakji 4 |       | Pts: 18 G. Yabusele Rbts: 5 I. Cordinier Asts: 5 E. Okobo |  | Indonesia Arena, Jacarta Público: 6549 Árbitros: Aleksandar Glišić Yevgeniy Mikheyev Daigo Urushima |  |

| 29 de agosto 20:30 (UTC+7) | Relatório | Canadá                                                                      | 101–75 | Letônia                                                 |  | Indonesia Arena, Jacarta Público: 11 186 Árbitros: Juan Fernández Jenna Reneau Johnny Batista |  |
| 29 de agosto 20:30 (UTC+7) | Relatório | Placar por quarto: 13-23, 30-19, 24-15, 34-18                               |        |                                                         |  | Indonesia Arena, Jacarta Público: 11 186 Árbitros: Juan Fernández Jenna Reneau Johnny Batista |  |
| 29 de agosto 20:30 (UTC+7) | Relatório | Pts: S. Gilgeous-Alexander 27 Rbts: M. Ejim 7 Asts: S. Gilgeous-Alexander 6 |        | Pts: 16 A. Gražulis Rbts: 10 R. Kurucs Asts: 6 A. Šķēle |  | Indonesia Arena, Jacarta Público: 11 186 Árbitros: Juan Fernández Jenna Reneau Johnny Batista |  |

## Segunda fase
Os resultados das três partidas da fase preliminar são transferidos para a segunda fase.
Todas as partidas seguem o fuso horário local.
|  | Equipes classificadas para as quartas de final |

### Grupo I (Quezon City)
| Pos. | Seleção              | Pts | J | V | D | PM  | PS  | Dif  |
| ---- | -------------------- | --- | - | - | - | --- | --- | ---- |
| 1    | Itália               | 9   | 5 | 4 | 1 | 404 | 370 | +34  |
| 2    | Sérvia               | 9   | 5 | 4 | 1 | 502 | 380 | +122 |
| 3    | Porto Rico           | 8   | 5 | 3 | 2 | 444 | 449 | –5   |
| 4    | República Dominicana | 8   | 5 | 3 | 2 | 425 | 444 | –19  |

Critérios de desempate: 1) Pontos; 2) Confronto direto; 3) Diferença de cestas; 4) Cestas marcadas.
| 1 de setembro 16:00 (UTC+8) | Relatório | Sérvia                                                            | 76–78 | Itália                                                        |  | Araneta Coliseum, Cidade Quezon Público: 3117 Árbitros: Antonio Conde Luis Castillo Martin Vulić |  |
| 1 de setembro 16:00 (UTC+8) | Relatório | Placar por quarto: 19-23, 23-17, 20-19, 14-19                     |       |                                                               |  | Araneta Coliseum, Cidade Quezon Público: 3117 Árbitros: Antonio Conde Luis Castillo Martin Vulić |  |
| 1 de setembro 16:00 (UTC+8) | Relatório | Pts: B. Bogdanović 18 Rbts: N. Milutinov 12 Asts: B. Bogdanović 4 |       | Pts: 30 S. Fontecchio Rbts: 7 S. Fontecchio Asts: 6 A. Pajola |  | Araneta Coliseum, Cidade Quezon Público: 3117 Árbitros: Antonio Conde Luis Castillo Martin Vulić |  |

| 1 de setembro 20:00 (UTC+8) | Relatório | República Dominicana                                | 97–102 | Porto Rico                                                  |  | Araneta Coliseum, Cidade Quezon Público: 3465 Árbitros: Guilherme Locatelli Rabah Noujaim Carlos Peralta |  |
| 1 de setembro 20:00 (UTC+8) | Relatório | Placar por quarto: 12-17, 33-28, 29-24, 23-33       |        |                                                             |  | Araneta Coliseum, Cidade Quezon Público: 3465 Árbitros: Guilherme Locatelli Rabah Noujaim Carlos Peralta |  |
| 1 de setembro 20:00 (UTC+8) | Relatório | Pts: K. Towns 39 Rbts: K. Towns 10 Asts: A. Feliz 8 |        | Pts: 37 T. Waters Rbts: 7 Três jogadores Asts: 11 T. Waters |  | Araneta Coliseum, Cidade Quezon Público: 3465 Árbitros: Guilherme Locatelli Rabah Noujaim Carlos Peralta |  |

| 3 de setembro 16:00 (UTC+8) | Relatório | Itália                                                                        | 73–57 | Porto Rico                                             |  | Araneta Coliseum, Cidade Quezon Público: 4379 Árbitros: Guilherme Locatelli Mārtiņš Kozlovskis Martin Vulić |  |
| 3 de setembro 16:00 (UTC+8) | Relatório | Placar por quarto: 25-15, 14-21, 12-11, 22-10                                 |       |                                                        |  | Araneta Coliseum, Cidade Quezon Público: 4379 Árbitros: Guilherme Locatelli Mārtiņš Kozlovskis Martin Vulić |  |
| 3 de setembro 16:00 (UTC+8) | Relatório | Pts: G. Ricci, S. Tonut 15 Rbts: S. Fontecchio, N. Melli 12 Asts: A. Pajola 9 |       | Pts: 13 T. Waters Rbts: 7 I. Piñeiro Asts: 9 T. Waters |  | Araneta Coliseum, Cidade Quezon Público: 4379 Árbitros: Guilherme Locatelli Mārtiņš Kozlovskis Martin Vulić |  |

| 3 de setembro 20:00 (UTC+8) | Relatório | República Dominicana                                 | 79–112 | Sérvia                                                  |  | Araneta Coliseum, Cidade Quezon Público: 6616 Árbitros: Yohan Rosso Luis Castillo Gatis Saliņš |  |
| 3 de setembro 20:00 (UTC+8) | Relatório | Placar por quarto: 15-29, 20-27, 18-31, 26-25        |        |                                                         |  | Araneta Coliseum, Cidade Quezon Público: 6616 Árbitros: Yohan Rosso Luis Castillo Gatis Saliņš |  |
| 3 de setembro 20:00 (UTC+8) | Relatório | Pts: K. Towns 25 Rbts: K. Towns 7 Asts: J. Montero 4 |        | Pts: 20 B. Bogdanović Rbts: 6 S. Jović Asts: 7 S. Jović |  | Araneta Coliseum, Cidade Quezon Público: 6616 Árbitros: Yohan Rosso Luis Castillo Gatis Saliņš |  |

### Grupo J (Pasay)
| Pos. | Seleção        | Pts | J | V | D | PM  | PS  | Dif  |
| ---- | -------------- | --- | - | - | - | --- | --- | ---- |
| 1    | Lituânia       | 10  | 5 | 5 | 0 | 482 | 375 | +107 |
| 2    | Estados Unidos | 9   | 5 | 4 | 1 | 507 | 398 | +109 |
| 3    | Montenegro     | 8   | 5 | 3 | 2 | 397 | 390 | +7   |
| 4    | Grécia         | 7   | 5 | 2 | 3 | 392 | 419 | –27  |

Critérios de desempate: 1) Pontos; 2) Confronto direto; 3) Diferença de cestas; 4) Cestas marcadas.
| 1 de setembro 16:40 (UTC+8) | Relatório | Estados Unidos                                             | 85–73 | Montenegro                                              |  | SM Mall of Asia Arena, Pasay Público: 7699 Árbitros: Yohan Rosso Boris Krejič Gatis Saliņš |  |
| 1 de setembro 16:40 (UTC+8) | Relatório | Placar por quarto: 19-18, 18-20, 24-17, 24-18              |       |                                                         |  | SM Mall of Asia Arena, Pasay Público: 7699 Árbitros: Yohan Rosso Boris Krejič Gatis Saliņš |  |
| 1 de setembro 16:40 (UTC+8) | Relatório | Pts: A. Edwards 17 Rbts: B. Ingram 5 Asts: T. Haliburton 6 |       | Pts: 18 N. Vučević Rbts: 16 N. Vučević Asts: 6 K. Perry |  | SM Mall of Asia Arena, Pasay Público: 7699 Árbitros: Yohan Rosso Boris Krejič Gatis Saliņš |  |

| 1 de setembro 20:40 (UTC+8) | Relatório | Lituânia                                                           | 92–67 | Grécia                                                |  | SM Mall of Asia Arena, Pasay Público: 5986 Árbitros: Manuel Mazzoni Mārtiņš Kozlovskis Kerem Baki |  |
| 1 de setembro 20:40 (UTC+8) | Relatório | Placar por quarto: 20-20, 19-23, 25-15, 28-9                       |       |                                                       |  | SM Mall of Asia Arena, Pasay Público: 5986 Árbitros: Manuel Mazzoni Mārtiņš Kozlovskis Kerem Baki |  |
| 1 de setembro 20:40 (UTC+8) | Relatório | Pts: R. Jokubaitis 19 Rbts: J. Valančiūnas 9 Asts: R. Jokubaitis 6 |       | Pts: 21 T. Walkup Rbts: 8 T. Walkup Asts: 7 T. Walkup |  | SM Mall of Asia Arena, Pasay Público: 5986 Árbitros: Manuel Mazzoni Mārtiņš Kozlovskis Kerem Baki |  |

| 3 de setembro 16:40 (UTC+8) | Relatório | Grécia                                                        | 69–73 | Montenegro                                                   |  | SM Mall of Asia Arena, Pasay Público: 6193 Árbitros: Daniel García Kristian Páez Péter Praksch |  |
| 3 de setembro 16:40 (UTC+8) | Relatório | Placar por quarto: 14-19, 16-17, 12-14, 27-23                 |       |                                                              |  | SM Mall of Asia Arena, Pasay Público: 6193 Árbitros: Daniel García Kristian Páez Péter Praksch |  |
| 3 de setembro 16:40 (UTC+8) | Relatório | Pts: I. Papapetrou 16 Rbts: L. Bochoridis 6 Asts: T. Walkup 6 |       | Pts: 19 N. Vučević Rbts: 9 B. Dubljević Asts: 9 B. Dubljević |  | SM Mall of Asia Arena, Pasay Público: 6193 Árbitros: Daniel García Kristian Páez Péter Praksch |  |

| 3 de setembro 20:40 (UTC+8) | Relatório | Estados Unidos                                                             | 104–110 | Lituânia                                                              |  | SM Mall of Asia Arena, Pasay Público: 11 349 Árbitros: Antonio Conde Takaki Kato Boris Krejič |  |
| 3 de setembro 20:40 (UTC+8) | Relatório | Placar por quarto: 12-31, 25-23, 28-17, 39-39                              |         |                                                                       |  | SM Mall of Asia Arena, Pasay Público: 11 349 Árbitros: Antonio Conde Takaki Kato Boris Krejič |  |
| 3 de setembro 20:40 (UTC+8) | Relatório | Pts: A. Edwards 35 Rbts: B. Portis Jr. 5 Asts: T. Haliburton, J. Brunson 7 |         | Pts: 15 V. Kariniauskas Rbts: 11 T. Sedekerskis Asts: 6 R. Jokubaitis |  | SM Mall of Asia Arena, Pasay Público: 11 349 Árbitros: Antonio Conde Takaki Kato Boris Krejič |  |

### Grupo K (Okinawa)
| Pos. | Seleção   | Pts | J | V | D | PM  | PS  | Dif  |
| ---- | --------- | --- | - | - | - | --- | --- | ---- |
| 1    | Alemanha  | 10  | 5 | 5 | 0 | 467 | 364 | +103 |
| 2    | Eslovênia | 9   | 5 | 4 | 1 | 442 | 409 | +33  |
| 3    | Austrália | 8   | 5 | 3 | 2 | 469 | 421 | +48  |
| 4    | Geórgia   | 7   | 5 | 2 | 3 | 379 | 407 | –28  |

Critérios de desempate: 1) Pontos; 2) Confronto direto; 3) Diferença de cestas; 4) Cestas marcadas.
| 1 de setembro 17:30 (UTC+9) | Relatório | Alemanha                                            | 100–73 | Geórgia                                                          |  | Okinawa Arena, Okinawa Público: 5852 Árbitros: Ademir Zurapović Omar Bermúdez Martin Horozov |  |
| 1 de setembro 17:30 (UTC+9) | Relatório | Placar por quarto: 22-16, 21-25, 27-16, 30-16       |        |                                                                  |  | Okinawa Arena, Okinawa Público: 5852 Árbitros: Ademir Zurapović Omar Bermúdez Martin Horozov |  |
| 1 de setembro 17:30 (UTC+9) | Relatório | Pts: M. Lô 18 Rbts: M. Wagner 6 Asts: D. Schröder 7 |        | Pts: 19 S. Mamukelashvili Rbts: 6 G. Bitadze Asts: 7 T. McFadden |  | Okinawa Arena, Okinawa Público: 5852 Árbitros: Ademir Zurapović Omar Bermúdez Martin Horozov |  |

| 1 de setembro 21:10 (UTC+9) | Relatório | Eslovênia                                             | 91–80 | Austrália                                                       |  | Okinawa Arena, Okinawa Público: 6307 Árbitros: Matthew Kallio Jorge Vázquez Blanca Burns |  |
| 1 de setembro 21:10 (UTC+9) | Relatório | Placar por quarto: 28-18, 21-22, 17-22, 25-18         |       |                                                                 |  | Okinawa Arena, Okinawa Público: 6307 Árbitros: Matthew Kallio Jorge Vázquez Blanca Burns |  |
| 1 de setembro 21:10 (UTC+9) | Relatório | Pts: L. Dončić 20 Rbts: M. Tobey 12 Asts: L. Dončić 6 |       | Pts: 25 J. Giddey Rbts: 8 J. Giddey, P. Mills Asts: 4 J. Giddey |  | Okinawa Arena, Okinawa Público: 6307 Árbitros: Matthew Kallio Jorge Vázquez Blanca Burns |  |

| 3 de setembro 16:30 (UTC+9) | Relatório | Austrália                                         | 100–84 | Geórgia                                                          |  | Okinawa Arena, Okinawa Público: 6126 Árbitros: Matthew Kallio Blanca Burns Wojciech Liszka |  |
| 3 de setembro 16:30 (UTC+9) | Relatório | Placar por quarto: 23-17, 31-20, 25-30, 21-17     |        |                                                                  |  | Okinawa Arena, Okinawa Público: 6126 Árbitros: Matthew Kallio Blanca Burns Wojciech Liszka |  |
| 3 de setembro 16:30 (UTC+9) | Relatório | Pts: P. Mills 19 Rbts: N. Kay 9 Asts: J. Ingles 6 |        | Pts: 20 G. Bitadze Rbts: 9 S. Mamukelashvili Asts: 9 T. McFadden |  | Okinawa Arena, Okinawa Público: 6126 Árbitros: Matthew Kallio Blanca Burns Wojciech Liszka |  |

| 3 de setembro 20:10 (UTC+9) | Relatório | Alemanha                                                   | 100–71 | Eslovênia                                             |  | Okinawa Arena, Okinawa Público: 6634 Árbitros: Ademir Zurapović Jorge Vázquez Omar Bermúdez |  |
| 3 de setembro 20:10 (UTC+9) | Relatório | Placar por quarto: 11-25, 27-9, 30-18, 32-19               |        |                                                       |  | Okinawa Arena, Okinawa Público: 6634 Árbitros: Ademir Zurapović Jorge Vázquez Omar Bermúdez |  |
| 3 de setembro 20:10 (UTC+9) | Relatório | Pts: D. Schröder 24 Rbts: M. Wagner 8 Asts: D. Schröder 10 |        | Pts: 23 L. Dončić Rbts: 6 L. Dončić Asts: 6 L. Dončić |  | Okinawa Arena, Okinawa Público: 6634 Árbitros: Ademir Zurapović Jorge Vázquez Omar Bermúdez |  |

### Grupo L (Jacarta)
| Pos. | Seleção | Pts | J | V | D | PM  | PS  | Dif  |
| ---- | ------- | --- | - | - | - | --- | --- | ---- |
| 1    | Canadá  | 9   | 5 | 4 | 1 | 477 | 367 | +110 |
| 2    | Letônia | 9   | 5 | 4 | 1 | 450 | 410 | +40  |
| 3    | Espanha | 8   | 5 | 3 | 2 | 429 | 359 | +60  |
| 4    | Brasil  | 8   | 5 | 3 | 2 | 420 | 401 | +19  |

Critérios de desempate: 1) Pontos; 2) Confronto direto; 3) Diferença de cestas; 4) Cestas marcadas.
| 1 de setembro 16:45 (UTC+7) | Relatório | Espanha                                                                   | 69–74 | Letônia                                                  |  | Indonesia Arena, Jacarta Público: 7117 Árbitros: Roberto Vázquez Aleksandar Glišić Juan Fernández |  |
| 1 de setembro 16:45 (UTC+7) | Relatório | Placar por quarto: 16-17, 16-12, 26-18, 11-27                             |       |                                                          |  | Indonesia Arena, Jacarta Público: 7117 Árbitros: Roberto Vázquez Aleksandar Glišić Juan Fernández |  |
| 1 de setembro 16:45 (UTC+7) | Relatório | Pts: W. Hernangómez 14 Rbts: V. Claver, J. Hernangómez 5 Asts: S. Llull 7 |       | Pts: 16 Dāv. Bertans Rbts: 8 R. Kurucs Asts: 5 A. Žagars |  | Indonesia Arena, Jacarta Público: 7117 Árbitros: Roberto Vázquez Aleksandar Glišić Juan Fernández |  |

| 1 de setembro 20:30 (UTC+7) | Relatório | Canadá                                                                      | 65–69 | Brasil                                                        |  | Indonesia Arena, Jacarta Público: 8934 Árbitros: Julio Anaya Jenna Reneau Johnny Batista |  |
| 1 de setembro 20:30 (UTC+7) | Relatório | Placar por quarto: 13-16, 24-11, 15-18, 13-24                               |       |                                                               |  | Indonesia Arena, Jacarta Público: 8934 Árbitros: Julio Anaya Jenna Reneau Johnny Batista |  |
| 1 de setembro 20:30 (UTC+7) | Relatório | Pts: S. Gilgeous-Alexander 23 Rbts: K. Olynyk 7 Asts: N. Alexander-Walker 3 |       | Pts: 19 B. Caboclo Rbts: 13 B. Caboclo Asts: 10 Y. dos Santos |  | Indonesia Arena, Jacarta Público: 8934 Árbitros: Julio Anaya Jenna Reneau Johnny Batista |  |

| 3 de setembro 16:45 (UTC+7) | Relatório | Brasil                                                            | 84–104 | Letônia                                                 |  | Indonesia Arena, Jacarta Público: 10 412 Árbitros: Roberto Vázquez Aleksandar Glišić Johnny Batista |  |
| 3 de setembro 16:45 (UTC+7) | Relatório | Placar por quarto: 20-22, 22-23, 21-36, 21-23                     |        |                                                         |  | Indonesia Arena, Jacarta Público: 10 412 Árbitros: Roberto Vázquez Aleksandar Glišić Johnny Batista |  |
| 3 de setembro 16:45 (UTC+7) | Relatório | Pts: B. Caboclo 20 Rbts: B. Caboclo, L. Dias 7 Asts: M. Huertas 9 |        | Pts: 24 A. Gražulis Rbts: 5 R. Kurucs Asts: 6 K. Zoriks |  | Indonesia Arena, Jacarta Público: 10 412 Árbitros: Roberto Vázquez Aleksandar Glišić Johnny Batista |  |

| 3 de setembro 20:30 (UTC+7) | Relatório | Espanha                                                                      | 85–88 | Canadá                                                                             |  | Indonesia Arena, Jacarta Público: 12 493 Árbitros: Julio Anaya Juan Fernández Jenna Reneau |  |
| 3 de setembro 20:30 (UTC+7) | Relatório | Placar por quarto: 21-21, 27-17, 25-23, 12-27                                |       |                                                                                    |  | Indonesia Arena, Jacarta Público: 12 493 Árbitros: Julio Anaya Juan Fernández Jenna Reneau |  |
| 3 de setembro 20:30 (UTC+7) | Relatório | Pts: W. Hernangómez 25 Rbts: W. Hernangómez 6 Asts: R. Fernández, J. Núñez 7 |       | Pts: 30 S. Gilgeous-Alexander Rbts: 5 Três jogadores Asts: 7 S. Gilgeous-Alexander |  | Indonesia Arena, Jacarta Público: 12 493 Árbitros: Julio Anaya Juan Fernández Jenna Reneau |  |

## Fase de qualificação 17º ao 32º
Os resultados das três partidas da fase preliminar são transferidos para a segunda fase.

### Grupo M (Quezon City)
| Pos. | Seleção      | Pts | J | V | D | PM  | PS  | Dif |
| ---- | ------------ | --- | - | - | - | --- | --- | --- |
| 1    | Sudão do Sul | 8   | 5 | 3 | 2 | 456 | 431 | +25 |
| 2    | Filipinas    | 6   | 5 | 1 | 4 | 398 | 419 | -21 |
| 3    | Angola       | 6   | 5 | 1 | 4 | 368 | 410 | –42 |
| 4    | China        | 6   | 5 | 1 | 4 | 379 | 473 | –94 |

Critérios de desempate: 1) Pontos; 2) Confronto direto; 3) Diferença de cestas; 4) Cestas marcadas.
| 31 de agosto 16:00 (UTC+8) | Relatório | Angola                                                  | 76–83 | China                                            |  | Araneta Coliseum, Cidade Quezon Público: 3179 Árbitros: Yohan Rosso Mārtiņš Kozlovskis Martin Vulić |  |
| 31 de agosto 16:00 (UTC+8) | Relatório | Placar por quarto: 27-24, 18-21, 14-24, 17-14           |       |                                                  |  | Araneta Coliseum, Cidade Quezon Público: 3179 Árbitros: Yohan Rosso Mārtiņš Kozlovskis Martin Vulić |  |
| 31 de agosto 16:00 (UTC+8) | Relatório | Pts: C. Dundão 17 Rbts: S. de Sousa 9 Asts: C. Dundão 8 |       | Pts: 20 Hu J. Rbts: 7 K.Anderson Asts: 6 Zhao R. |  | Araneta Coliseum, Cidade Quezon Público: 3179 Árbitros: Yohan Rosso Mārtiņš Kozlovskis Martin Vulić |  |

| 31 de agosto 20:00 (UTC+8) | Relatório | Sudão do Sul                                           | 87–68 | Filipinas                                                |  | Araneta Coliseum, Cidade Quezon Público: 9250 Árbitros: Guilherme Locatelli Gatis Saliņš Georgios Poursanidis |  |
| 31 de agosto 20:00 (UTC+8) | Relatório | Placar por quarto: 34-17, 17-16, 9-17, 27-18           |       |                                                          |  | Araneta Coliseum, Cidade Quezon Público: 9250 Árbitros: Guilherme Locatelli Gatis Saliņš Georgios Poursanidis |  |
| 31 de agosto 20:00 (UTC+8) | Relatório | Pts: C. Jones 17 Rbts: W. Gabriel 12 Asts: C. Jones 14 |       | Pts: 24 J. Clarkson Rbts: 14 A. J. Edu Asts: 5 K. Ravena |  | Araneta Coliseum, Cidade Quezon Público: 9250 Árbitros: Guilherme Locatelli Gatis Saliņš Georgios Poursanidis |  |

| 2 de setembro 16:00 (UTC+8) | Relatório | Angola                                                  | 78–101 | Sudão do Sul                                           |  | Araneta Coliseum, Cidade Quezon Público: 4136 Árbitros: Gatis Saliņš Luis Castillo Carlos Peralta |  |
| 2 de setembro 16:00 (UTC+8) | Relatório | Placar por quarto: 16-30, 23-23, 18-20, 21-28           |        |                                                        |  | Araneta Coliseum, Cidade Quezon Público: 4136 Árbitros: Gatis Saliņš Luis Castillo Carlos Peralta |  |
| 2 de setembro 16:00 (UTC+8) | Relatório | Pts: C. Dundão 21 Rbts: J. Bango 13 Asts: G. Domingos 8 |        | Pts: 26 C. Jones Rbts: 10 W. Gabriel Asts: 15 C. Jones |  | Araneta Coliseum, Cidade Quezon Público: 4136 Árbitros: Gatis Saliņš Luis Castillo Carlos Peralta |  |

| 2 de setembro 20:00 (UTC+8) | Relatório | Filipinas                                                            | 96–75 | China                                                       |  | Araneta Coliseum, Cidade Quezon Público: 11 080 Árbitros: Mārtiņš Kozlovskis Kerem Baki Martin Vulić |  |
| 2 de setembro 20:00 (UTC+8) | Relatório | Placar por quarto: 16-16, 23-24, 34-11, 23-24                        |       |                                                             |  | Araneta Coliseum, Cidade Quezon Público: 11 080 Árbitros: Mārtiņš Kozlovskis Kerem Baki Martin Vulić |  |
| 2 de setembro 20:00 (UTC+8) | Relatório | Pts: J. Clarkson 34 Rbts: A. J. Edu 10 Asts: S. Thompson, D. Ramos 4 |       | Pts: 17 K. Anderson Rbts: 9 K. Anderson Asts: 5 K. Anderson |  | Araneta Coliseum, Cidade Quezon Público: 11 080 Árbitros: Mārtiņš Kozlovskis Kerem Baki Martin Vulić |  |

### Grupo N (Pasay)
| Pos. | Seleção       | Pts | J | V | D | PM  | PS  | Dif  |
| ---- | ------------- | --- | - | - | - | --- | --- | ---- |
| 1    | Egito         | 7   | 5 | 3 | 2 | 412 | 411 | +1   |
| 2    | Nova Zelândia | 7   | 5 | 2 | 3 | 249 | 462 | -34  |
| 3    | México        | 7   | 5 | 2 | 3 | 410 | 467 | –57  |
| 4    | Jordânia      | 5   | 5 | 0 | 5 | 369 | 475 | –106 |

Critérios de desempate: 1) Pontos; 2) Confronto direto; 3) Diferença de cestas; 4) Cestas marcadas.
| 31 de agosto 16:45 (UTC+8) | Relatório | Nova Zelândia                                         | 100–108 | México                                              |  | SM Mall of Asia Arena, Pasay Público: 2919 Árbitros: Takaki Kato Daniel García Péter Praksch |  |
| 31 de agosto 16:45 (UTC+8) | Relatório | Placar por quarto: 22-31, 19-26, 27-21, 32-30         |         |                                                     |  | SM Mall of Asia Arena, Pasay Público: 2919 Árbitros: Takaki Kato Daniel García Péter Praksch |  |
| 31 de agosto 16:45 (UTC+8) | Relatório | Pts: R. Te Rangi 32 Rbts: H. Harris 8 Asts: S. Ili 10 |         | Pts: 27 F. Cruz Rbts: 11 F. Jaimes Asts: 8 P. Stoll |  | SM Mall of Asia Arena, Pasay Público: 2919 Árbitros: Takaki Kato Daniel García Péter Praksch |  |

| 31 de agosto 20:30 (UTC+8) | Relatório | Egito                                                        | 85–69 | Jordânia                                                 |  | SM Mall of Asia Arena, Pasay Público: 3532 Árbitros: Antonio Conde Boris Krejič Manuel Attard |  |
| 31 de agosto 20:30 (UTC+8) | Relatório | Placar por quarto: 22-14, 18-22, 19-20, 26-13                |       |                                                          |  | SM Mall of Asia Arena, Pasay Público: 3532 Árbitros: Antonio Conde Boris Krejič Manuel Attard |  |
| 31 de agosto 20:30 (UTC+8) | Relatório | Pts: E. Amin, A. Marei 20 Rbts: A. Marei 14 Asts: A. Gendy 5 |       | Pts: 18 S. Bzai Rbts: 11 A. Al-Dwairi Asts: 5 F. Ibrahim |  | SM Mall of Asia Arena, Pasay Público: 3532 Árbitros: Antonio Conde Boris Krejič Manuel Attard |  |

| 2 de setembro 16:45 (UTC+8) | Relatório | Nova Zelândia                                                  | 88–86 | Egito                                                        |  | SM Mall of Asia Arena, Pasay Público: 3738 Árbitros: Daniel García Péter Praksch Park Kyoung-jin |  |
| 2 de setembro 16:45 (UTC+8) | Relatório | Placar por quarto: 22-25, 25-10, 21-26, 20-25                  |       |                                                              |  | SM Mall of Asia Arena, Pasay Público: 3738 Árbitros: Daniel García Péter Praksch Park Kyoung-jin |  |
| 2 de setembro 16:45 (UTC+8) | Relatório | Pts: I. Le'afa, F. Delany 27 Rbts: Y. Wetzell 7 Asts: S. Ili 5 |       | Pts: 19 E. Amin, A. Gendy Rbts: 9 A. Mahmoud Asts: 9 E. Amin |  | SM Mall of Asia Arena, Pasay Público: 3738 Árbitros: Daniel García Péter Praksch Park Kyoung-jin |  |

| 2 de setembro 20:30 (UTC+8) | Relatório | Jordânia                                                                      | 80–93 | México                                                |  | SM Mall of Asia Arena, Pasay Público: 4956 Árbitros: Boris Krejič Kristian Páez Carlos Vélez |  |
| 2 de setembro 20:30 (UTC+8) | Relatório | Placar por quarto: 24-24, 19-19, 22-25, 15-25                                 |       |                                                       |  | SM Mall of Asia Arena, Pasay Público: 4956 Árbitros: Boris Krejič Kristian Páez Carlos Vélez |  |
| 2 de setembro 20:30 (UTC+8) | Relatório | Pts: R. Hollis-Jefferson 26 Rbts: A. Al-Dwairi 9 Asts: R. Hollis-Jefferson 10 |       | Pts: 21 G. Girón Rbts: 11 F. Jaimes Asts: 6 F. Jaimes |  | SM Mall of Asia Arena, Pasay Público: 4956 Árbitros: Boris Krejič Kristian Páez Carlos Vélez |  |

### Grupo O (Okinawa)
| Pos. | Seleção    | Pts | J | V | D | PM  | PS  | Dif |
| ---- | ---------- | --- | - | - | - | --- | --- | --- |
| 1    | Japão      | 8   | 5 | 3 | 2 | 416 | 426 | -10 |
| 2    | Finlândia  | 7   | 5 | 2 | 3 | 425 | 449 | -24 |
| 3    | Cabo Verde | 6   | 5 | 1 | 4 | 366 | 432 | –66 |
| 4    | Venezuela  | 5   | 5 | 0 | 5 | 371 | 427 | –56 |

Critérios de desempate: 1) Pontos; 2) Confronto direto; 3) Diferença de cestas; 4) Cestas marcadas.
| 31 de agosto 16:30 (UTC+9) | Relatório | Cabo Verde                                               | 77–100 | Finlândia                                                               |  | Okinawa Arena, Okinawa Público: 5960 Árbitros: Jorge Vázquez Wojciech Liszka Ahmed Al-Shuwaili |  |
| 31 de agosto 16:30 (UTC+9) | Relatório | Placar por quarto: 16-28, 23-26, 17-23, 21-23            |        |                                                                         |  | Okinawa Arena, Okinawa Público: 5960 Árbitros: Jorge Vázquez Wojciech Liszka Ahmed Al-Shuwaili |  |
| 31 de agosto 16:30 (UTC+9) | Relatório | Pts: I. Almeida 17 Rbts: E. Tavares 12 Asts: K. Mendes 5 |        | Pts: 34 L. Markkanen Rbts: 9 L. Markkanen Asts: 6 M. Jantunen, S. Salin |  | Okinawa Arena, Okinawa Público: 5960 Árbitros: Jorge Vázquez Wojciech Liszka Ahmed Al-Shuwaili |  |

| 31 de agosto 20:10 (UTC+9) | Relatório | Japão                                                         | 86–77 | Venezuela                                            |  | Okinawa Arena, Okinawa Público: 7374 Árbitros: Ademir Zurapović Blanca Burns Wael Mostafa |  |
| 31 de agosto 20:10 (UTC+9) | Relatório | Placar por quarto: 15-19, 21-22, 17-21, 33-15                 |       |                                                      |  | Okinawa Arena, Okinawa Público: 7374 Árbitros: Ademir Zurapović Blanca Burns Wael Mostafa |  |
| 31 de agosto 20:10 (UTC+9) | Relatório | Pts: M. Hiejima 23 Rbts: J. Hawkinson 11 Asts: Y. Kawamura 11 |       | Pts: 20 G. Sojo Rbts: 9 M. Ruíz Asts: 10 H. Guillent |  | Okinawa Arena, Okinawa Público: 7374 Árbitros: Ademir Zurapović Blanca Burns Wael Mostafa |  |

| 2 de setembro 16:30 (UTC+9) | Relatório | Finlândia                                                   | 90–75 | Venezuela                                                  |  | Okinawa Arena, Okinawa Público: 6216 Árbitros: Martin Horozov Wojciech Liszka Ahmed Al-Shuwaili |  |
| 2 de setembro 16:30 (UTC+9) | Relatório | Placar por quarto: 13-17, 35-18, 19-27, 23-13               |       |                                                            |  | Okinawa Arena, Okinawa Público: 6216 Árbitros: Martin Horozov Wojciech Liszka Ahmed Al-Shuwaili |  |
| 2 de setembro 16:30 (UTC+9) | Relatório | Pts: L. Markkanen 32 Rbts: L. Markkanen 9 Asts: M. Little 9 |       | Pts: 17 P. Chourio Rbts: 6 W. Graterol Asts: 7 H. Guillent |  | Okinawa Arena, Okinawa Público: 6216 Árbitros: Martin Horozov Wojciech Liszka Ahmed Al-Shuwaili |  |

| 2 de setembro 20:10 (UTC+9) | Relatório | Japão                                                         | 80–71 | Cabo Verde                                                            |  | Okinawa Arena, Okinawa Público: 7374 Árbitros: Omar Bermúdez Amy Bonner Waseem Husainy |  |
| 2 de setembro 20:10 (UTC+9) | Relatório | Placar por quarto: 17-19, 33-18, 23-18, 7-16                  |       |                                                                       |  | Okinawa Arena, Okinawa Público: 7374 Árbitros: Omar Bermúdez Amy Bonner Waseem Husainy |  |
| 2 de setembro 20:10 (UTC+9) | Relatório | Pts: J. Hawkinson 29 Rbts: Y. Watanabe 10 Asts: Y. Kawamura 8 |       | Pts: 11 S. Da Rosa, E. Tavares Rbts: 14 E. Tavares Asts: 6 I. Almeida |  | Okinawa Arena, Okinawa Público: 7374 Árbitros: Omar Bermúdez Amy Bonner Waseem Husainy |  |

### Grupo P (Jacarta)
| Pos. | Seleção         | Pts | J | V | D | PM  | PS  | Dif |
| ---- | --------------- | --- | - | - | - | --- | --- | --- |
| 1    | França          | 8   | 5 | 3 | 2 | 405 | 394 | +11 |
| 2    | Líbano          | 7   | 5 | 2 | 3 | 397 | 479 | -82 |
| 3    | Costa do Marfim | 6   | 5 | 1 | 4 | 373 | 433 | –60 |
| 4    | Irã             | 5   | 5 | 0 | 5 | 321 | 419 | –98 |

Critérios de desempate: 1) Pontos; 2) Confronto direto; 3) Diferença de cestas; 4) Cestas marcadas.
| 31 de agosto 16:45 (UTC+7) | Relatório | Costa do Marfim                                     | 85–94 | Líbano                                                |  | Indonesia Arena, Jacarta Público: 5033 Árbitros: Juan Fernández Jenna Reneau Gvidas Gedvilas |  |
| 31 de agosto 16:45 (UTC+7) | Relatório | Placar por quarto: 20-32, 21-23, 25-18, 18-21       |       |                                                       |  | Indonesia Arena, Jacarta Público: 5033 Árbitros: Juan Fernández Jenna Reneau Gvidas Gedvilas |  |
| 31 de agosto 16:45 (UTC+7) | Relatório | Pts: J. Dally 21 Rbts: P. Tapé 6 Asts: S. Diabate 9 |       | Pts: 29 A. Saoud Rbts: 6 O. Spellman Asts: 8 A. Saoud |  | Indonesia Arena, Jacarta Público: 5033 Árbitros: Juan Fernández Jenna Reneau Gvidas Gedvilas |  |

| 31 de agosto 20:30 (UTC+7) | Relatório | França                                                | 82–55 | Irã                                                                          |  | Indonesia Arena, Jacarta Público: 4494 Árbitros: Aleksandar Glišić Andrés Bartel Yevgeniy Mikheyev |  |
| 31 de agosto 20:30 (UTC+7) | Relatório | Placar por quarto: 9-12, 26-15, 19-9, 28-19           |       |                                                                              |  | Indonesia Arena, Jacarta Público: 4494 Árbitros: Aleksandar Glišić Andrés Bartel Yevgeniy Mikheyev |  |
| 31 de agosto 20:30 (UTC+7) | Relatório | Pts: E. Okobo 13 Rbts: R. Gobert 9 Asts: N. de Colo 7 |       | Pts: 11 M. Mirzaei, B. Yakhchali Rbts: 6 Três jogadores Asts: 4 B. Yakhchali |  | Indonesia Arena, Jacarta Público: 4494 Árbitros: Aleksandar Glišić Andrés Bartel Yevgeniy Mikheyev |  |

| 2 de setembro 16:45 (UTC+7) | Relatório | Costa do Marfim                                          | 77–87 | França                                                      |  | Indonesia Arena, Jacarta Público: 9404 Árbitros: Andrés Bartel Scott Beker Daigo Urushima |  |
| 2 de setembro 16:45 (UTC+7) | Relatório | Placar por quarto: 21-25, 20-15, 20-22, 16-25            |       |                                                             |  | Indonesia Arena, Jacarta Público: 9404 Árbitros: Andrés Bartel Scott Beker Daigo Urushima |  |
| 2 de setembro 16:45 (UTC+7) | Relatório | Pts: N. Zouzoua 18 Rbts: V. Fofana 7 Asts: S. Diabate 11 |       | Pts: 19 I. Cordinier Rbts: 8 R. Gobert Asts: 7 S. Francisco |  | Indonesia Arena, Jacarta Público: 9404 Árbitros: Andrés Bartel Scott Beker Daigo Urushima |  |

| 2 de setembro 20:30 (UTC+7) | Relatório | Irã                                                        | 73–81 | Líbano                                                   |  | Indonesia Arena, Jacarta Público: 5869 Árbitros: Roberto Vázquez Johnny Batista Yevgeniy Mikheyev |  |
| 2 de setembro 20:30 (UTC+7) | Relatório | Placar por quarto: 13-20, 23-28, 13-14, 24-19              |       |                                                          |  | Indonesia Arena, Jacarta Público: 5869 Árbitros: Roberto Vázquez Johnny Batista Yevgeniy Mikheyev |  |
| 2 de setembro 20:30 (UTC+7) | Relatório | Pts: M. Amini 22 Rbts: A. Kazemi 11 Asts: Três jogadores 4 |       | Pts: 21 W. Arakji Rbts: 11 O. Spellman Asts: 7 W. Arakji |  | Indonesia Arena, Jacarta Público: 5869 Árbitros: Roberto Vázquez Johnny Batista Yevgeniy Mikheyev |  |

## Fase final

### Chaveamento
|  | Quartas-de-finais     | Quartas-de-finais     |                        |     | Semi-finais | Semi-finais |  |  | Final | Final |
|  |                       |                       |                        |     |             |             |  |  |       |       |
|  | 5 de setembro – Pasay |                       |                        |     |             |             |  |  |       |       |
|  |                       |                       |                        |     |             |             |  |  |       |       |
|  | Estados Unidos        | 100                   |                        |     |             |             |  |  |       |       |
|  | Estados Unidos        | 100                   | 8 de setembro – Pasay  |     |             |             |  |  |       |       |
|  | Itália                | 63                    |                        |     |             |             |  |  |       |       |
|  | Itália                | 63                    | Estados Unidos         | 111 |             |             |  |  |       |       |
|  | 6 de setembro – Pasay |                       | Estados Unidos         | 111 |             |             |  |  |       |       |
|  |                       | Alemanha              | 113                    |     |             |             |  |  |       |       |
|  | Alemanha              | Alemanha              | 113                    | 81  |             |             |  |  |       |       |
|  | Alemanha              |                       | 10 de setembro – Pasay | 81  |             |             |  |  |       |       |
|  | Letônia               | 79                    |                        |     |             |             |  |  |       |       |
|  | Letônia               | 79                    | Alemanha               | 83  |             |             |  |  |       |       |
|  | 5 de setembro – Pasay |                       | Alemanha               | 83  |             |             |  |  |       |       |
|  |                       | Sérvia                | 77                     |     |             |             |  |  |       |       |
|  | Lituânia              | Sérvia                | 77                     | 68  |             |             |  |  |       |       |
|  | Lituânia              | 8 de setembro – Pasay |                        | 68  |             |             |  |  |       |       |
|  | Sérvia                | 87                    |                        |     |             |             |  |  |       |       |
|  | Sérvia                | 87                    | Sérvia                 | 95  |             |             |  |  |       |       |
|  | 6 de setembro – Pasay |                       | Sérvia                 | 95  |             |             |  |  |       |       |
|  |                       | Canadá                | 86                     |     |             |             |  |  |       |       |
|  | Canadá                | Canadá                | 86                     | 100 |             |             |  |  |       |       |
|  | Canadá                |                       |                        | 100 |             |             |  |  |       |       |
|  | Eslovênia             | 89                    |                        |     |             |             |  |  |       |       |
|  | Eslovênia             | 89                    |                        |     |             |             |  |  |       |       |

### Quartas de final
| 5 de setembro 16:45 (UTC+8) | Relatório | Lituânia                                                            | 68–87 | Sérvia                                                       |  | SM Mall of Asia Arena, Pasay Público: 6223 Árbitros: Omar Bermúdez Mārtiņš Kozlovskis Johnny Batista |  |
| 5 de setembro 16:45 (UTC+8) | Relatório | Placar por quarto: 25-24, 13-25, 17-24, 13-14                       |       |                                                              |  | SM Mall of Asia Arena, Pasay Público: 6223 Árbitros: Omar Bermúdez Mārtiņš Kozlovskis Johnny Batista |  |
| 5 de setembro 16:45 (UTC+8) | Relatório | Pts: T. Sedekerskis 14 Rbts: T. Sedekerskis 9 Asts: R. Jokubaitis 7 |       | Pts: 21 B. Bogdanović Rbts: 6 F. Petrušev Asts: 7 M. Gudurić |  | SM Mall of Asia Arena, Pasay Público: 6223 Árbitros: Omar Bermúdez Mārtiņš Kozlovskis Johnny Batista |  |

| 5 de setembro 20:40 (UTC+8) | Relatório | Itália                                                  | 63–100 | Estados Unidos                                                         |  | SM Mall of Asia Arena, Pasay Público: 9764 Árbitros: Julio Anaya Ademir Zurapović Juan Fernández |  |
| 5 de setembro 20:40 (UTC+8) | Relatório | Placar por quarto: 14-24, 10-22, 20-37, 19-17           |        |                                                                        |  | SM Mall of Asia Arena, Pasay Público: 9764 Árbitros: Julio Anaya Ademir Zurapović Juan Fernández |  |
| 5 de setembro 20:40 (UTC+8) | Relatório | Pts: S. Fontecchio 18 Rbts: N. Melli 9 Asts: S. Tonut 5 |        | Pts: 24 M. Bridges Rbts: 7 M. Bridges, B. Portis Asts: 5 T. Haliburton |  | SM Mall of Asia Arena, Pasay Público: 9764 Árbitros: Julio Anaya Ademir Zurapović Juan Fernández |  |

| 6 de setembro 16:45 (UTC+8) | Relatório | Alemanha                                                          | 81–79 | Letônia                                                |  | SM Mall of Asia Arena, Pasay Público: 7854 Árbitros: Antonio Conde Yohan Rosso Martin Vulić |  |
| 6 de setembro 16:45 (UTC+8) | Relatório | Placar por quarto: 13-16, 23-18, 26-25, 19-20                     |       |                                                        |  | SM Mall of Asia Arena, Pasay Público: 7854 Árbitros: Antonio Conde Yohan Rosso Martin Vulić |  |
| 6 de setembro 16:45 (UTC+8) | Relatório | Pts: F. Wagner 16 Rbts: D. Theis, F. Wagner 8 Asts: D. Schröder 4 |       | Pts: 24 A. Žagars Rbts: 10 R. Kurucs Asts: 8 A. Žagars |  | SM Mall of Asia Arena, Pasay Público: 7854 Árbitros: Antonio Conde Yohan Rosso Martin Vulić |  |

| 6 de setembro 20:40 (UTC+8) | Relatório | Canadá                                                                                                | 100–89 | Eslovênia                                            |  | SM Mall of Asia Arena, Pasay Público: 11710 Árbitros: Roberto Vázquez Manuel Mazzoni Gatis Saliņš |  |
| 6 de setembro 20:40 (UTC+8) | Relatório | Placar por quarto: 26-24, 24-26, 30-21, 20-18                                                         |        |                                                      |  | SM Mall of Asia Arena, Pasay Público: 11710 Árbitros: Roberto Vázquez Manuel Mazzoni Gatis Saliņš |  |
| 6 de setembro 20:40 (UTC+8) | Relatório | Pts: S. Gilgeous-Alexander 31 Rbts: S. Gilgeous-Alexander 10 Asts: S. Gilgeous-Alexander, K. Olynyk 4 |        | Pts: 26 L. Dončić Rbts: 6 M. Tobey Asts: 5 L. Dončić |  | SM Mall of Asia Arena, Pasay Público: 11710 Árbitros: Roberto Vázquez Manuel Mazzoni Gatis Saliņš |  |

### Semifinais de classificação
| 7 de setembro 16:45 (UTC+8) | Relatório | Itália                                               | 82–87 | Letônia                                                  |  | SM Mall of Asia Arena, Pasay Público: 4579 Árbitros: Ademir Zurapović Takaki Kato Blanca Burns |  |
| 7 de setembro 16:45 (UTC+8) | Relatório | Placar por quarto: 26-18, 16-28, 18-21, 22-20        |       |                                                          |  | SM Mall of Asia Arena, Pasay Público: 4579 Árbitros: Ademir Zurapović Takaki Kato Blanca Burns |  |
| 7 de setembro 16:45 (UTC+8) | Relatório | Pts: L. Datome 20 Rbts: N. Melli 9 Asts: M. Spissu 7 |       | Pts: 28 A. Gražulis Rbts: 6 A. Gražulis Asts: 9 A. Šķēle |  | SM Mall of Asia Arena, Pasay Público: 4579 Árbitros: Ademir Zurapović Takaki Kato Blanca Burns |  |

| 7 de setembro 20:40 (UTC+8) | Relatório | Lituânia                                                                | 100–84 | Eslovênia                                            |  | SM Mall of Asia Arena, Pasay Público: 11003 Árbitros: Matthew Kallio Omar Bermúdez Johnny Batista |  |
| 7 de setembro 20:40 (UTC+8) | Relatório | Placar por quarto: 33-21, 20-22, 22-20, 25-21                           |        |                                                      |  | SM Mall of Asia Arena, Pasay Público: 11003 Árbitros: Matthew Kallio Omar Bermúdez Johnny Batista |  |
| 7 de setembro 20:40 (UTC+8) | Relatório | Pts: J. Valančiūnas 24 Rbts: J. Valančiūnas 12 Asts: V. Kariniauskas 10 |        | Pts: 29 L. Dončić Rbts: 9 M. Tobey Asts: 3 Z. Dragić |  | SM Mall of Asia Arena, Pasay Público: 11003 Árbitros: Matthew Kallio Omar Bermúdez Johnny Batista |  |

### Semifinais
| 8 de setembro 16:45 (UTC+8) | Relatório | Sérvia                                                       | 95–86 | Canadá                                                                  |  | SM Mall of Asia Arena, Pasay Público: 8630 Árbitros: Yohan Rosso Julio Anaya Manuel Mazzoni |  |
| 8 de setembro 16:45 (UTC+8) | Relatório | Placar por quarto: 23-15, 29-24, 23-24, 20-23                |       |                                                                         |  | SM Mall of Asia Arena, Pasay Público: 8630 Árbitros: Yohan Rosso Julio Anaya Manuel Mazzoni |  |
| 8 de setembro 16:45 (UTC+8) | Relatório | Pts: B. Bogdanović 23 Rbts: N. Milutinov 10 Asts: S. Jović 5 |       | Pts: 23 R. Barret Rbts: 3 Cinco jogadores Asts: 9 S. Gilgeous-Alexander |  | SM Mall of Asia Arena, Pasay Público: 8630 Árbitros: Yohan Rosso Julio Anaya Manuel Mazzoni |  |

| 8 de setembro 20:40 (UTC+8) | Relatório | Estados Unidos                                              | 111–113 | Alemanha                                                           |  | SM Mall of Asia Arena, Pasay Público: 11011 Árbitros: Antonio Conde Boris Krejič Gatis Saliņš |  |
| 8 de setembro 20:40 (UTC+8) | Relatório | Placar por quarto: 31-33, 29-26, 24-35, 27-19               |         |                                                                    |  | SM Mall of Asia Arena, Pasay Público: 11011 Árbitros: Antonio Conde Boris Krejič Gatis Saliņš |  |
| 8 de setembro 20:40 (UTC+8) | Relatório | Pts: A. Edwards 23 Rbts: A. Edwards 8 Asts: T. Haliburton 8 |         | Pts: 24 A. Obst Rbts: 7 D. Theis, J. Voigtmann Asts: 9 D. Schröder |  | SM Mall of Asia Arena, Pasay Público: 11011 Árbitros: Antonio Conde Boris Krejič Gatis Saliņš |  |

### Disputa do sétimo lugar
| 9 de setembro 16:45 (UTC+8) | Relatório | Itália                                                 | 85–89 | Eslovênia                                              |  | SM Mall of Asia Arena, Pasay Público: 10775 Árbitros: Ademir Zurapović Mārtiņš Kozlovskis Martin Vulić |  |
| 9 de setembro 16:45 (UTC+8) | Relatório | Placar por quarto: 18-15, 23-27, 19-28, 25-19          |       |                                                        |  | SM Mall of Asia Arena, Pasay Público: 10775 Árbitros: Ademir Zurapović Mārtiņš Kozlovskis Martin Vulić |  |
| 9 de setembro 16:45 (UTC+8) | Relatório | Pts: M. Spissu 22 Rbts: A. Polonara 7 Asts: N. Melli 5 |       | Pts: 29 L. Dončić Rbts: 10 L. Dončić Asts: 8 L. Dončić |  | SM Mall of Asia Arena, Pasay Público: 10775 Árbitros: Ademir Zurapović Mārtiņš Kozlovskis Martin Vulić |  |

### Disputa do quinto lugar
| 9 de setembro 20:30 (UTC+8) | Relatório | Letônia                                                       | 98–63 | Lituânia                                                            |  | SM Mall of Asia Arena, Pasay Público: 9440 Árbitros: Manuel Mazzoni Blanca Burns Johnny Batista |  |
| 9 de setembro 20:30 (UTC+8) | Relatório | Placar por quarto: 28-20, 21-18, 28-9, 21-16                  |       |                                                                     |  | SM Mall of Asia Arena, Pasay Público: 9440 Árbitros: Manuel Mazzoni Blanca Burns Johnny Batista |  |
| 9 de setembro 20:30 (UTC+8) | Relatório | Pts: A. Kurucs 20 Rbts: Quatro jogadores 6 Asts: A. Žagars 17 |       | Pts: 16 R. Jokubaitis Rbts: 10 T. Sedekerskis Asts: 3 I. Brazdeikis |  | SM Mall of Asia Arena, Pasay Público: 9440 Árbitros: Manuel Mazzoni Blanca Burns Johnny Batista |  |

### Disputa do terceiro lugar
| 10 de setembro 16:30 (UTC+8) | Relatório | Estados Unidos                                              | 118–127 (pro.) | Canadá                                                                         | OT | SM Mall of Asia Arena, Pasay Público: 10666 Árbitros: Yohan Rosso Julio Anaya Takaki Kato |  |
| 10 de setembro 16:30 (UTC+8) | Relatório | Placar por quarto: 25-34, 31-24, 26-33, 29-20, OT: 7-16     |                |                                                                                | OT | SM Mall of Asia Arena, Pasay Público: 10666 Árbitros: Yohan Rosso Julio Anaya Takaki Kato |  |
| 10 de setembro 16:30 (UTC+8) | Relatório | Pts: A. Edwards 24 Rbts: M. Bridges 9 Asts: T. Haliburton 7 |                | Pts: 33 D. Brooks Rbts: 7 R. Barrett, D. Powell Asts: 12 S. Gilgeous-Alexander | OT | SM Mall of Asia Arena, Pasay Público: 10666 Árbitros: Yohan Rosso Julio Anaya Takaki Kato |  |

### Final
| 10 de setembro 20:30 (UTC+8) | Relatório | Alemanha                                                      | 83–77 | Sérvia                                                      |  | SM Mall of Asia Arena, Pasay Público: 12022 Árbitros: Roberto Vázquez Omar Bermúdez Gatis Saliņš |  |
| 10 de setembro 20:30 (UTC+8) | Relatório | Placar por quarto: 23-26, 24-21, 21-22, 22-10                 |       |                                                             |  | SM Mall of Asia Arena, Pasay Público: 12022 Árbitros: Roberto Vázquez Omar Bermúdez Gatis Saliņš |  |
| 10 de setembro 20:30 (UTC+8) | Relatório | Pts: D. Schröder 28 Rbts: J. Voigtmann 8 Asts: J. Voigtmann 3 |       | Pts: 21 A. Avramović Rbts: 8 N. Jović Asts: 5 B. Bogdanović |  | SM Mall of Asia Arena, Pasay Público: 12022 Árbitros: Roberto Vázquez Omar Bermúdez Gatis Saliņš |  |

## Classificação final
| Pos.                               | Seleção              | Pts             | J               | V               | D               | PM              | PS              | Dif             | Classificação                                                           |
| Quadro de honra                    | Quadro de honra      | Quadro de honra | Quadro de honra | Quadro de honra | Quadro de honra | Quadro de honra | Quadro de honra | Quadro de honra | Quadro de honra                                                         |
| ---------------------------------- | -------------------- | --------------- | --------------- | --------------- | --------------- | --------------- | --------------- | --------------- | ----------------------------------------------------------------------- |
| 1                                  | Alemanha             | 16              | 8               | 8               | 0               | 744             | 631             | +113            | Classificados para os Jogos Olímpicos 2024 como melhor equipe européia  |
| 2                                  | Sérvia               | 14              | 8               | 6               | 2               | 761             | 617             | +144            | Classificados para os Jogos Olímpicos 2024 como melhor equipe européia  |
| 3                                  | Canadá               | 14              | 8               | 6               | 2               | 790             | 669             | +121            | Classificados para os Jogos Olímpicos 2024 como melhor equipe americana |
| 4                                  | Estados Unidos       | 13              | 8               | 5               | 3               | 836             | 701             | +135            | Classificados para os Jogos Olímpicos 2024 como melhor equipe americana |
| 5                                  | Letônia              | 14              | 8               | 6               | 2               | 714             | 636             | +78             | Classificados para o Torneio Pré-Olímpico FIBA 2024                     |
| 6                                  | Lituânia             | 14              | 8               | 6               | 2               | 713             | 644             | +69             | Classificados para o Torneio Pré-Olímpico FIBA 2024                     |
| 7                                  | Eslovênia            | 13              | 8               | 5               | 3               | 704             | 694             | +10             | Classificados para o Torneio Pré-Olímpico FIBA 2024                     |
| 8                                  | Itália               | 12              | 8               | 4               | 4               | 634             | 646             | -12             | Classificados para o Torneio Pré-Olímpico FIBA 2024                     |
| Terceiros colocados da 2ª fase     |                      |                 |                 |                 |                 |                 |                 |                 |                                                                         |
| 9                                  | Espanha              | 8               | 5               | 3               | 2               | 429             | 369             | +60             | Classificados para o Torneio Pré-Olímpico FIBA 2024                     |
| 10                                 | Austrália            | 8               | 5               | 3               | 2               | 469             | 421             | +48             | Classificado para os Jogos Olímpicos 2024 como melhor equipe da Oceania |
| 11                                 | Montenegro           | 8               | 5               | 3               | 2               | 397             | 390             | +7              | Classificados para o Torneio Pré-Olímpico FIBA 2024                     |
| 12                                 | Porto Rico           | 8               | 5               | 3               | 2               | 444             | 449             | –5              | Classificados para o Torneio Pré-Olímpico FIBA 2024                     |
| Quartos da segunda fase            |                      |                 |                 |                 |                 |                 |                 |                 |                                                                         |
| 13                                 | Brasil               | 8               | 5               | 3               | 2               | 420             | 401             | +19             | Classificados para o Torneio Pré-Olímpico FIBA 2024                     |
| 14                                 | República Dominicana | 8               | 5               | 3               | 2               | 425             | 444             | –19             | Classificados para o Torneio Pré-Olímpico FIBA 2024                     |
| 15                                 | Grécia               | 7               | 5               | 2               | 3               | 392             | 419             | –27             | Classificados para o Torneio Pré-Olímpico FIBA 2024                     |
| 16                                 | Geórgia              | 7               | 5               | 2               | 3               | 379             | 407             | –28             | Classificados para o Torneio Pré-Olímpico FIBA 2024                     |
| Primeiros da fase de clasificação  |                      |                 |                 |                 |                 |                 |                 |                 |                                                                         |
| 17                                 | Sudão do Sul         | 8               | 5               | 3               | 2               | 456             | 431             | +25             | Classificados para os Jogos Olímpicos 2024 como melhor equipe africana  |
| 18                                 | França               | 8               | 5               | 3               | 2               | 405             | 394             | +11             | Classificados para os Jogos Olímpicos 2024 como anfitrião               |
| 19                                 | Japão                | 8               | 5               | 3               | 2               | 416             | 426             | –10             | Classificados para os Jogos Olímpicos 2024 como melhor equipe asiática  |
| 20                                 | Egito                | 7               | 5               | 2               | 3               | 412             | 411             | +1              | Classificados para o Torneio Pré-Olímpico FIBA 2024                     |
| Segundos da classificação          |                      |                 |                 |                 |                 |                 |                 |                 |                                                                         |
| 21                                 | Finlândia            | 7               | 5               | 2               | 3               | 425             | 449             | –24             | Classificados para o Torneio Pré-Olímpico FIBA 2024                     |
| 22                                 | Nova Zelândia        | 7               | 5               | 2               | 3               | 429             | 463             | –34             | Classificados para o Torneio Pré-Olímpico FIBA 2024                     |
| 23                                 | Líbano               | 7               | 5               | 2               | 3               | 397             | 479             | –82             | Classificados para o Torneio Pré-Olímpico FIBA 2024                     |
| 24                                 | Filipinas            | 6               | 5               | 1               | 4               | 398             | 419             | –21             | Classificados para o Torneio Pré-Olímpico FIBA 2024                     |
| Terceiros da fase de classificação |                      |                 |                 |                 |                 |                 |                 |                 |                                                                         |
| 25                                 | México               | 7               | 5               | 2               | 3               | 410             | 467             | –57             | Classificados para o Torneio Pré-Olímpico FIBA 2024                     |
| 26                                 | Angola               | 6               | 5               | 1               | 4               | 368             | 410             | –42             | Classificados para o Torneio Pré-Olímpico FIBA 2024                     |
| 27                                 | Costa do Marfim      | 6               | 5               | 1               | 4               | 373             | 433             | –60             | Classificados para o Torneio Pré-Olímpico FIBA 2024                     |
| 28                                 | Cabo Verde           | 6               | 5               | 1               | 4               | 366             | 432             | –66             |                                                                         |
| Quartos da fase classificação      |                      |                 |                 |                 |                 |                 |                 |                 |                                                                         |
| 29                                 | China                | 6               | 5               | 1               | 4               | 379             | 473             | –94             |                                                                         |
| 30                                 | Venezuela            | 5               | 5               | 0               | 5               | 371             | 427             | –56             |                                                                         |
| 31                                 | Irão                 | 5               | 5               | 0               | 5               | 321             | 419             | –98             |                                                                         |
| 32                                 | Jordânia             | 5               | 5               | 0               | 5               | 369             | 475             | –106            |                                                                         |

Regras para clasificação:

## Marketing

### Diversos

#### Euroliga
A Euroliga de Basquete foi a liga com mais representação na Copa do Mundo. Com 85 jogadores e três treinadores. Os clubes que mais cederam jogadores pra Copa do Mundo excetos os da Liga ACB foram Olympiacos Piraeus (6), Panathinaikos, Virtus Bologna, Emporio Armani Milan, Buducnost VOLI Podgorica, ALBA Berlin e AS Monaco todos com 5 representantes cada.

#### NBA
A Copa do Mundo de Basquete da FIBA de 2023 foi composta por 32 seleções. Como nos anos anteriores, não faltaram jogadores da NBA presentes nesses elencos de seleções. Houve mais de 50 jogadores da NBA no torneio além de um grupo adicional de jogadores com passagem na NBA, sendo a liga nacional que mais cedeu atletas a Copa.
Jazz, Magic, Timberwolves e Thunder têm cinco jogadores cada na Copa do Mundo de Basquete da FIBA de 2023. Não muito atrás estão Mavericks e Knicks, cada um com quatro jogadores na Copa do Mundo.
A Copa do Mundo teve uma situação muito complexa devido globalização e a imigração, visto que 52 jogadores nascidos nos EUA, porém com pais de nacionalidades diversas defenderam  a seleção de seus antepassados.

#### Liga Endesa
A Liga Endesa teve muito de seus atletas na Copa do Mundo 2023, 37 jogadores no total que lutaram pelo ouro mundial. Sendo a segunda liga que mais cedeu atletas a Copa do Mundo,  a Liga ACB teve representação que abrangeu 16 das equipes participantes: Brasil, Canadá, Cabo Verde, Finlândia, França, Geórgia, Alemanha, Grécia, Itália, Letônia, Lituânia, Montenegro, Porto Rico, República Dominicana e Sérvia. No total, 15 das 18 equipas da Liga Endesa estarão representadas na Ásia: Barça (5 jogadores), Lenovo Tenerife, Real Madrid e UCAM Murcia (4) lideram a lista.

## Estatística

### Maiores Cestinhas
| #  | Jogador                 | Nº Jogos | Pts | Média |
| -- | ----------------------- | -------- | --- | ----- |
| 1  | Luka Dončić             | 8        | 216 | 27.0  |
| 2  | Jordan Clarkson         | 5        | 130 | 26.0  |
| 3  | Lauri Markkanen         | 5        | 124 | 24.8  |
| 4  | Shai Gilgeous-Alexander | 8        | 196 | 24.5  |
| 5  | Karl-Anthony Towns      | 5        | 122 | 24.4  |
| 6  | Rondae Hollis-Jefferson | 5        | 118 | 23.6  |
| 7  | Josh Hawkinson          | 5        | 105 | 21.0  |
| 8  | Carlik Jones            | 5        | 102 | 20.4  |
| 9  | Tremont Waters          | 5        | 100 | 20.0  |
| 10 | Nikola Vučević          | 5        | 99  | 19.8  |

### Maiores Reboteiros
| #  | Jogador           | Nº Jogos | Rebs | Média |
| -- | ----------------- | -------- | ---- | ----- |
| 1  | Edy Tavares       | 5        | 62   | 12.4  |
| 2  | Josh Hawkinson    | 5        | 54   | 10.8  |
| 3  | Bruno Caboclo     | 5        | 46   | 9.2   |
| 4  | Ahmet Düverioğlu  | 5        | 45   | 9.0   |
| 5  | Nikola Vučević    | 5        | 44   | 8.8   |
| 6  | Jonas Valančiūnas | 8        | 70   | 8.8   |
| 7  | A. J. Edu         | 5        | 43   | 8.6   |
| 8  | Fabián Jaimes     | 5        | 42   | 8.4   |
| 9  | Nikola Milutinov  | 8        | 67   | 8.4   |
| 10 | Rudy Gobert       | 4        | 33   | 8.3   |

### Maiores assistentes
| #  | jogador                 | Nº de jogos | Ass | Média |
| -- | ----------------------- | ----------- | --- | ----- |
| 1  | Carlik Jones            | 5           | 52  | 10.4  |
| 2  | Tremont Waters          | 5           | 46  | 9.2   |
| 3  | Shea Ili                | 5           | 38  | 7.6   |
| 3  | Yuki Kawamura           | 5           | 38  | 7.6   |
| 5  | Artūrs Žagars           | 8           | 59  | 7.4   |
| 6  | Yago dos Santos         | 5           | 36  | 7.2   |
| 6  | Paul Stoll              | 5           | 36  | 7.2   |
| 6  | Thomas Walkup           | 5           | 36  | 7.2   |
| 9  | Heissler Guillén        | 5           | 33  | 6.6   |
| 10 | Shai Gilgeous-Alexander | 8           | 51  | 6.4   |

### Mais tempo em Quadra
| #  | Jogador                 | Nº Jogos | Min | Média |
| -- | ----------------------- | -------- | --- | ----- |
| 1  | Rondae Hollis-Jefferson | 5        | 192 | 38.6  |
| 2  | Jordan Clarkson         | 5        | 179 | 35.9  |
| 3  | Tremont Waters          | 5        | 175 | 35.1  |
| 4  | Yuta Watanabe           | 5        | 175 | 35.0  |
| 5  | Ehab Amin               | 5        | 175 | 35.0  |
| 6  | Josh Hawkinson          | 5        | 174 | 34.9  |
| 7  | Freddy Ibrahim          | 4        | 134 | 33.6  |
| 8  | Ahmet Düverioğlu        | 5        | 166 | 33.4  |
| 9  | Wael Arakji             | 4        | 128 | 32.2  |
| 10 | Luka Dončić             | 8        | 257 | 32.1  |

### Recordes individuais

#### Em uma partida
| Fundamento     | Jogador                                 | Adversário     | Total |
| -------------- | --------------------------------------- | -------------- | ----- |
| Pontos         | Jordânia Rondae Hollis-Jefferson        | Nova Zelândia  | 39    |
| Pontos         | República Dominicana Karl-Anthony Towns | Porto Rico     | 39    |
| Pontos         | Canadá Dillon Brooks                    | Estados Unidos | 39    |
| Rebotes        | Japão Josh Hawkinson                    | Finlândia      | 19    |
| Assistências   | Letônia Artūrs Žagars                   | Lituânia       | 17    |
| Interceptações | Porto Rico Stephen Thompson Jr.         | Sudão do Sul   | 5     |
| Interceptações | Brasil Raul Neto                        | Irão           | 5     |
| Bloqueios      | Sudão do Sul Wenyen Gabriel             | Angola         | 6     |

### Os 10 jogadores mais bem pagos da Copa do Mundo 2023
| Pos. | Nome                    | Salário ($)  | Time                   | Seleção              | REF    |
| ---- | ----------------------- | ------------ | ---------------------- | -------------------- | ------ |
| 1    | Rudy Gobert             | 41 milhões   | Minnesota Timberwolves | França               | [ 33 ] |
| 2    | Luka Dončić             | 40,1 milhões | Dallas Mavericks       | Eslovênia            | [ 34 ] |
| 3    | Karl-Anthony Towns      | 36 milhões   | Minnesota Timberwolves | República Dominicana | [ 35 ] |
| 4    | Brandon Ingram          | 33,8 milhões | New Orleans Pelicans   | Estados Unidos       | [ 36 ] |
| 5    | Shai Gilgeous-Alexander | 33,4 milhões | Oklahoma City Thunder  | Canadá               | [ 37 ] |
| 6    | Jaren Jackson Jr.       | 27,1 milhões | Memphis Grizzlies      | Estados Unidos       | [ 38 ] |
| 7    | Jalen Brunson           | 26,3 milhões | New York Knicks        | Estados Unidos       | [ 39 ] |
| 8    | Cameron Johnson         | 24,5 milhões | Brooklyn Nets          | Estados Unidos       |        |
| 9    | RJ Barrett              | 23,9 milhões | New York Knicks        | Canadá               |        |
| 10   | Jordan Clarkson         | 23,5 milhões | Utah Jazz              | Filipinas            |        |

Fonte: Basket News.

### Seleção da Copa do Mundo
Para a edição deste torneio, além do tradicional quinteto ideal e jogador mais valioso, foram adicionados novos prêmios: segundo melhor quinteto, estrela emergente, melhor jogador defensivo e melhor treinador.
| Primeiro Time                                                                         |
| ------------------------------------------------------------------------------------- |
| Dennis Schröder Shai Gilgeous-Alexander Anthony Edwards Bogdan Bogdanović Luka Dončić |
| Segundo Time                                                                          |
| Artūrs Žagars Simone Fontecchio Jonas Valančiūnas Nikola Milutinov Franz Wagner       |
| MVP Dennis SchröderMVP                                                                |
| Estrela emergente: Josh Giddey                                                        |
| Melhor defensor: Dillon Brooks                                                        |
| Melhor técnico: Luca Banchi ( Letônia)                                                |